# Histoire du Costa Rica
L'histoire du Costa Rica commence entre 12 000 et 8 000 av. J.-C. L'isthme centraméricain n'est d'abord qu'un lieu de passage vers l'Amérique du Sud. Mais de petites communautés se sédentarisent progressivement : on estime qu'à l'arrivée des Espagnols, au XVIe siècle, le territoire actuel du pays est occupé par 400 000 personnes. La population en 2020 du pays est estimée à un peu plus de 5 100 000 Costaricains (en).

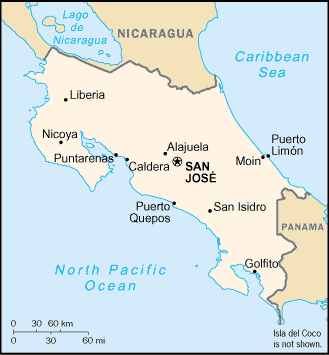
Costa Rica, au présent
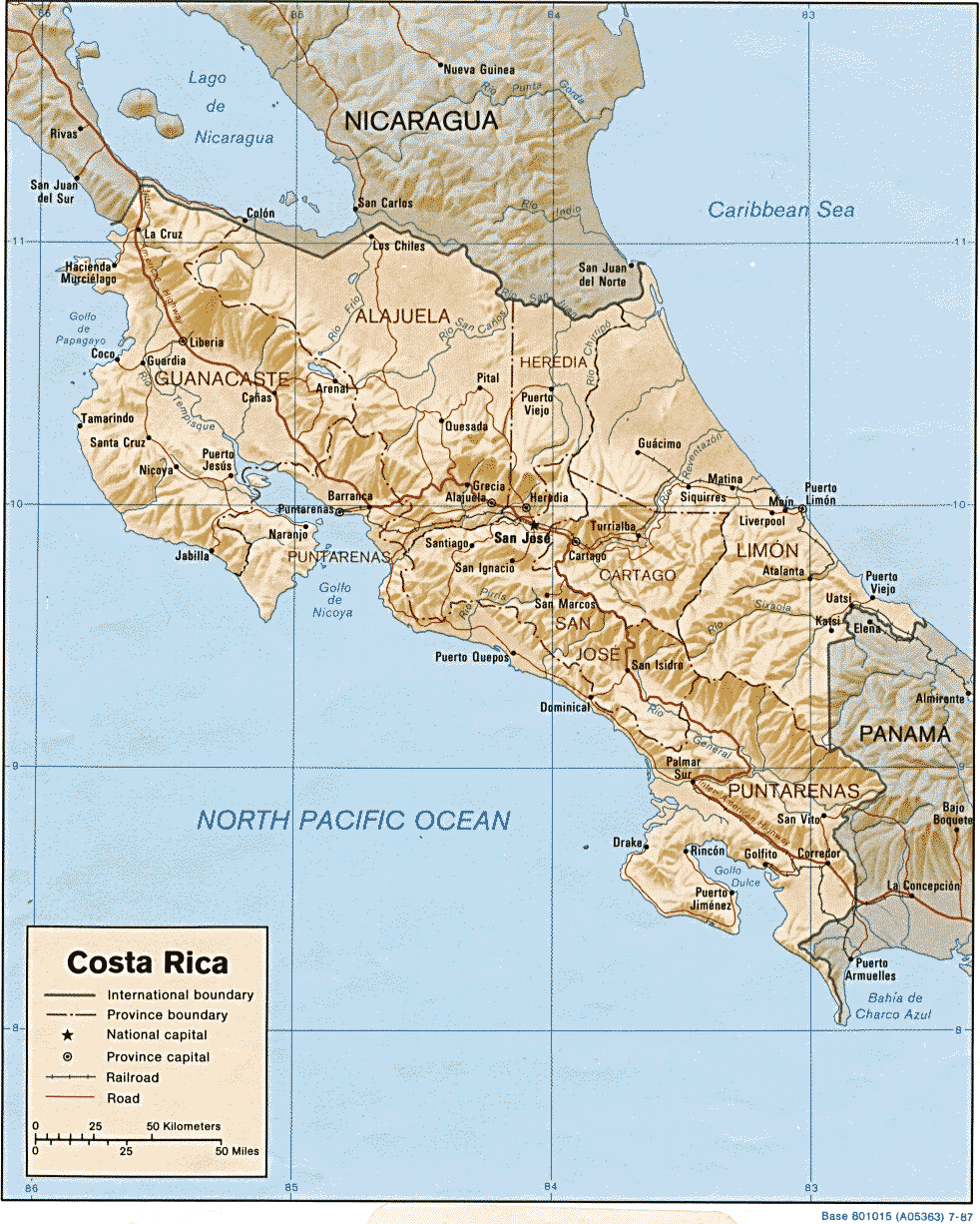
Reliefs
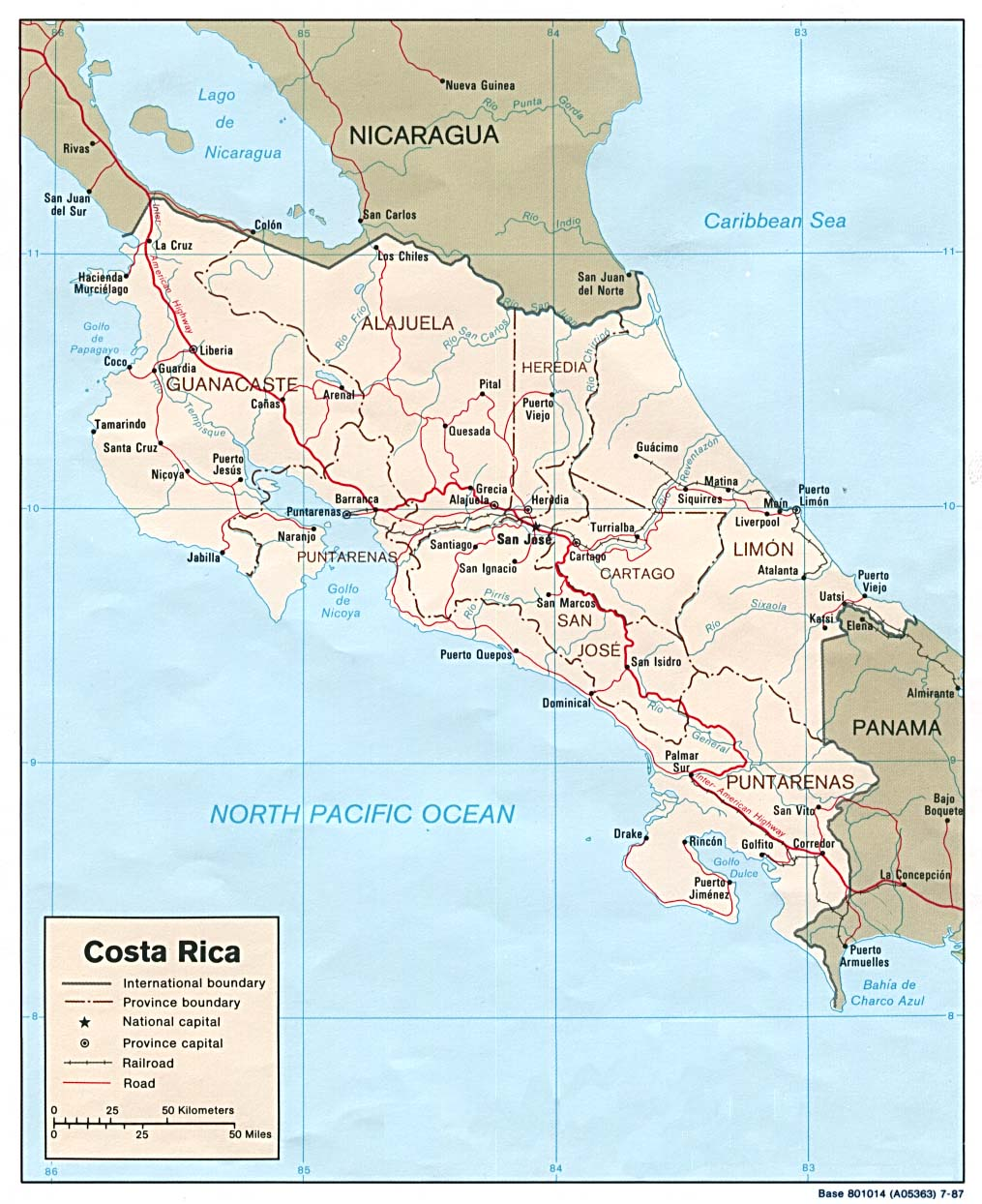
Voies de communication
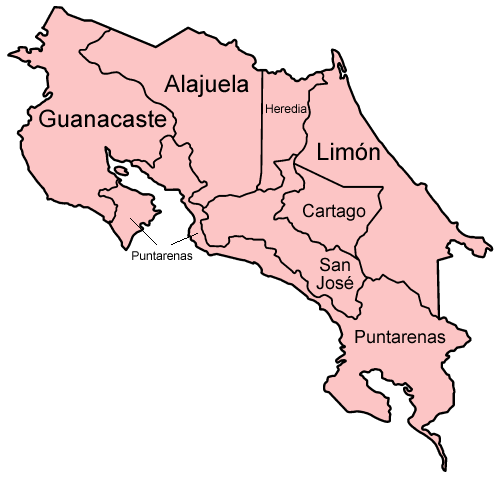
Provinces
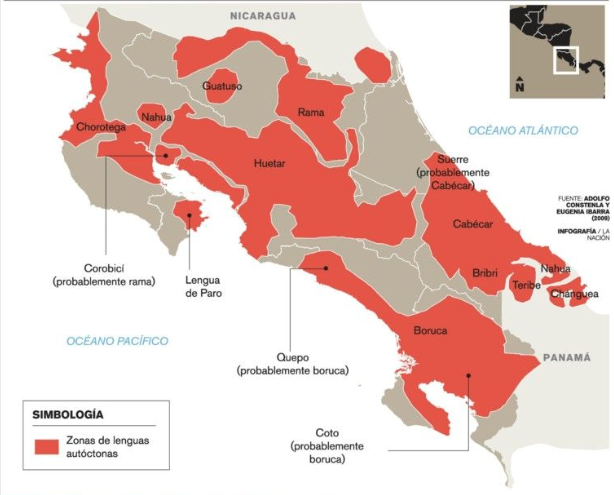
Langues autochtones

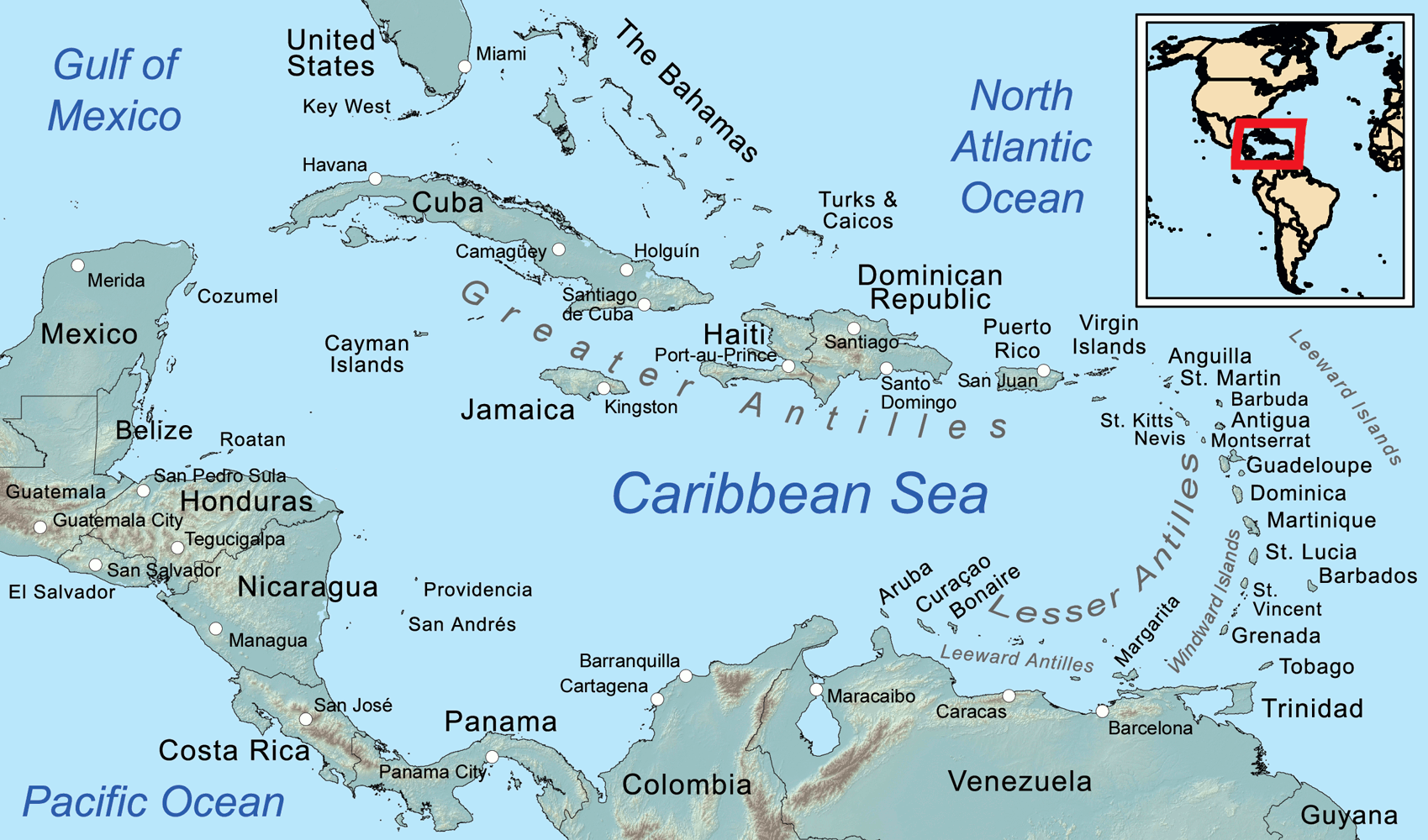
Espace caraïbe

Christophe Colomb aborde la côte atlantique en 1502, lors de sa quatrième et dernière exploration, et donne au pays, selon la légende, son nom de « côte riche ». Mais les ressources naturelles ne s'avèrent pas aussi abondantes qu'escompté et le Costa Rica ne constitue au sein de la Capitainerie générale du Guatemala et de la Nouvelle-Espagne qu'une province de moindre importance. Ayant acquis son indépendance en 1821, le pays incorpore brièvement l'Empire mexicain, avant de rejoindre la République fédérale d'Amérique centrale en 1823, puis de devenir pleinement indépendant en 1838.
Après la guerre civile de 1948 est proclamée la IIe République dont la constitution, qui entre en vigueur en 1949, institutionnalise l'État-providence et supprime l'armée, ce qui fait du Costa Rica l'un des rares États à ne pas avoir d'armée. La neutralité de ce pays considéré comme une démocratie modèle et sa prospérité font qu'on le surnomme fréquemment « la Suisse de l’Amérique centrale, ».

## Avant 1500c: période précolombienne

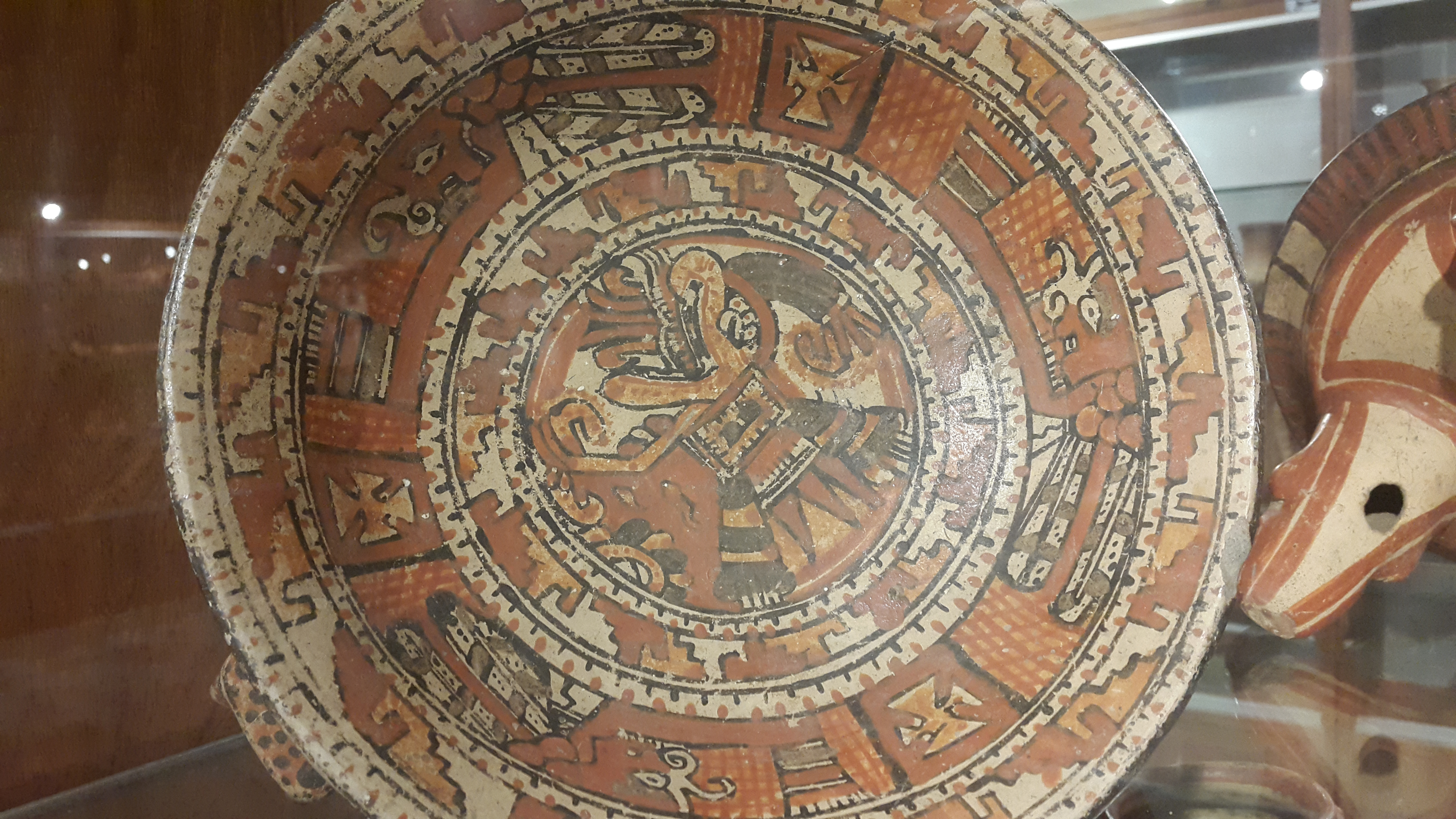
Céramique précolombienne, Musée du Jade, Costa Rica.

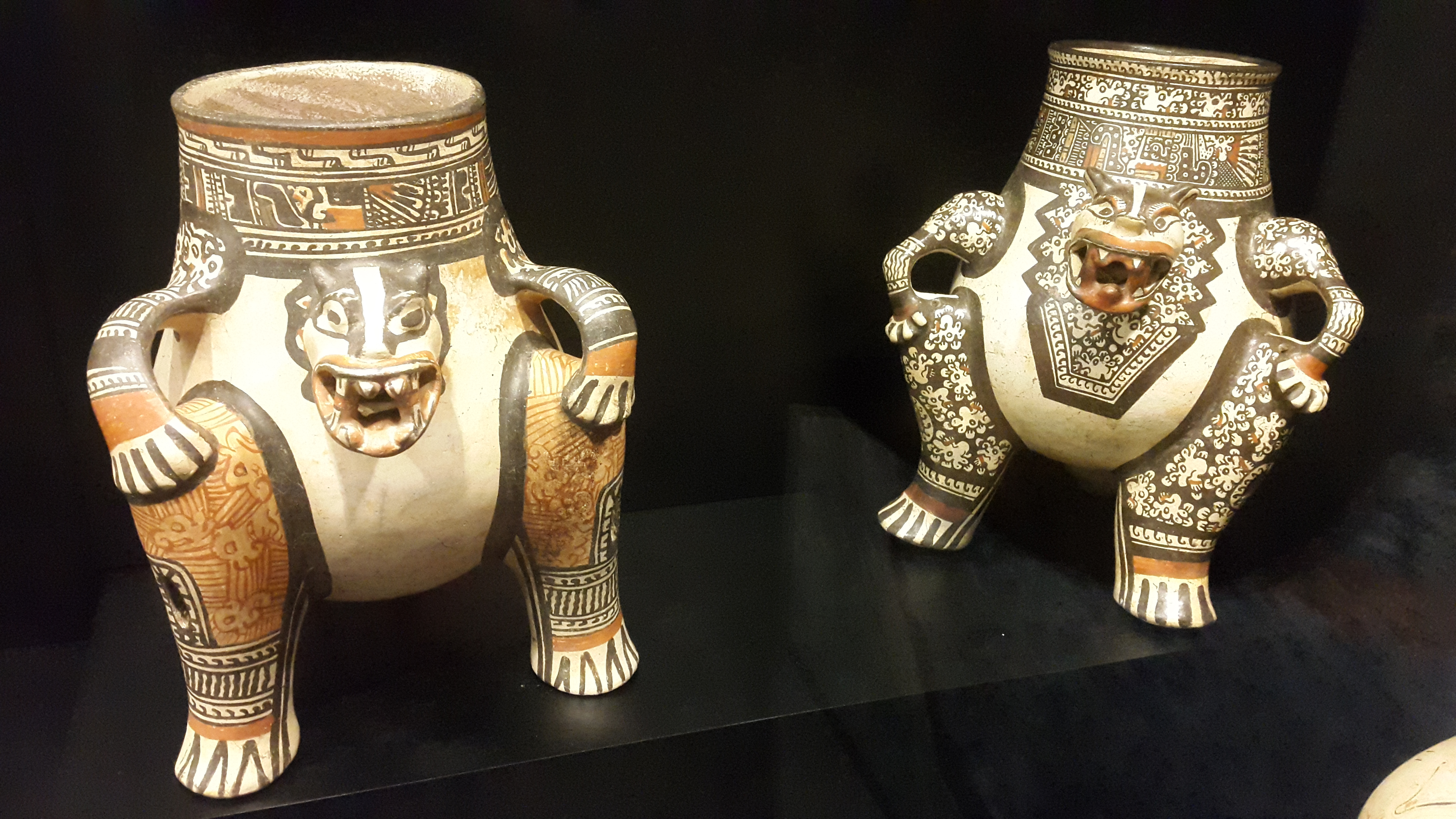
Vases en céramique de Nicoya, représentant des jaguars, Musée du Jade, Costa Rica.

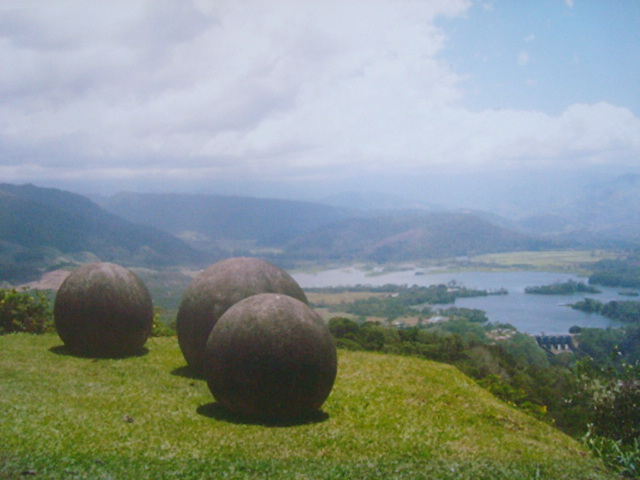
Sphères de pierre au-dessus de la vallée de la rivière Térraba (Díquis)

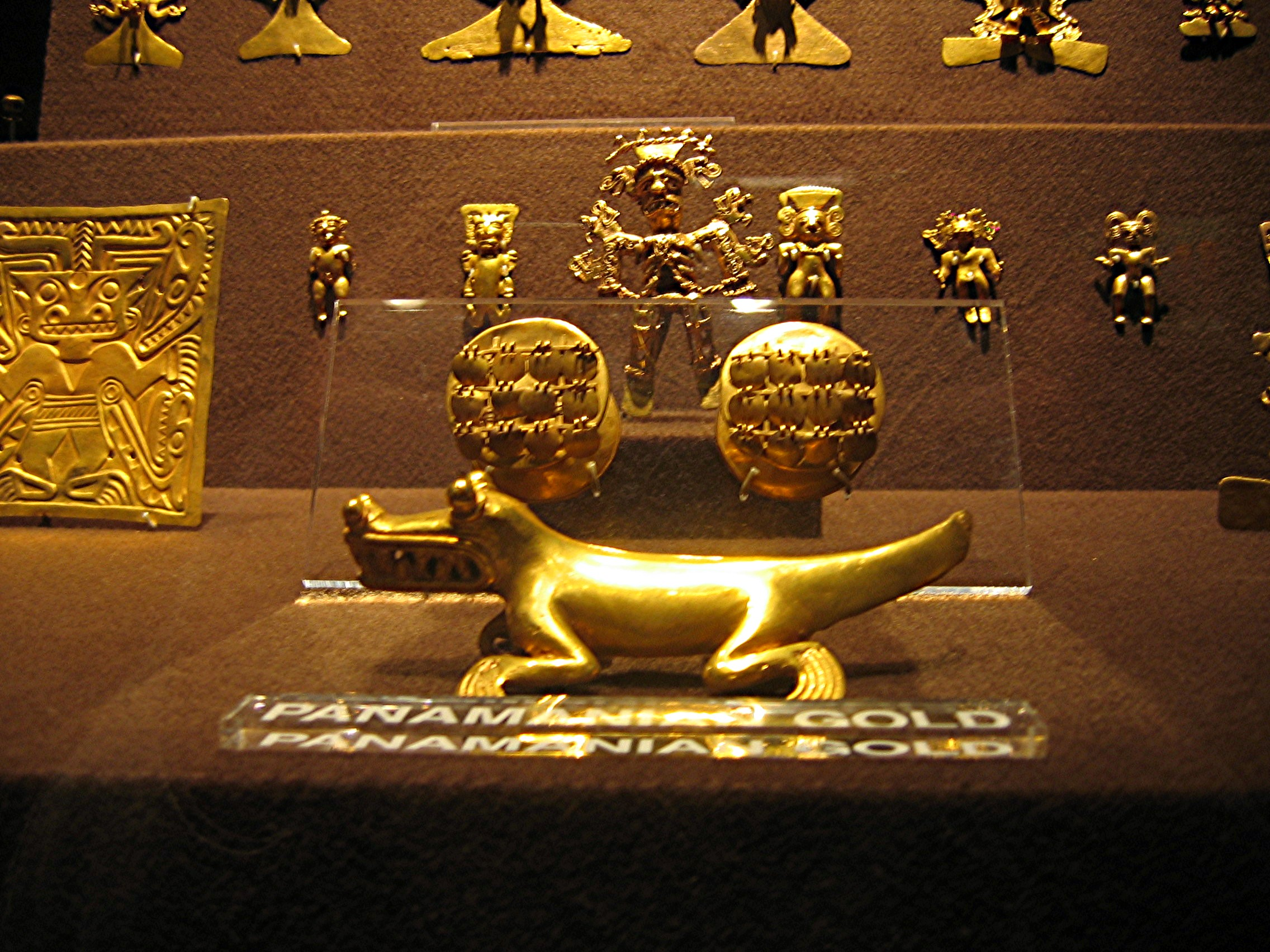
Objets en or, indiens Huetar, Costa Rica, vers le XVIe siècle, conservés à l'American Museum of Natural History à New York

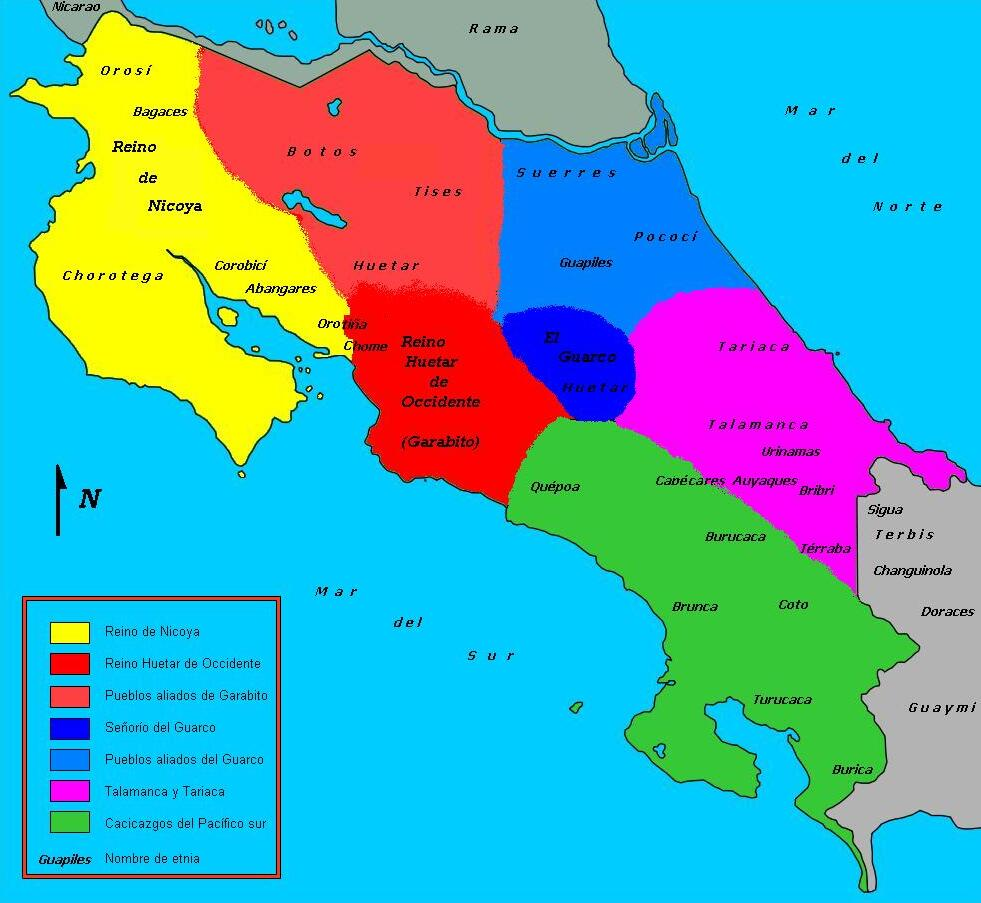
Carte des communautés autochtones du Costa Rica vers 1500, à l'arrivée des Espagnols

On considère que le continent américain est occupé à partir d'environ 40 000 ans avant notre ère par des chasseurs asiatiques ayant emprunté, au cours d'une période glaciaire, le détroit de Béring. L'actuel Costa Rica se voit parcouru entre 12 000 et 8 000 av. J.-C., mais n'est au début qu'un lieu de passage vers l'Amérique du Sud. L'agriculture se développe de 4 000 à environ 1 000 avant notre ère. Elle privilégie les tubercules — manioc, patate douce — originaires d'Amérique du Sud dans la région atlantique et les grains — maïs, haricot — propres aux régions arides du Mexique, dans le Guanacaste et la Vallée centrale ; ces deux derniers aliments constituant, avec la tomate et les piments, la base de l'économie rurale.
L'agriculture et la sédentarisation se consolident jusqu'en 800 apr. J.-C. environ. Les premières structures politico-sociales et religieuses se mettent en place dans une région qui constitue alors une zone intermédiaire entre les civilisations méso-américaines (au nord) et andines (au sud). Dans la région du Turrialba, à l'est de San José, la cité de Guayabo est construite par l'union de ces deux civilisations[réf. nécessaire] vers 1000 av. J.-C., et abandonnée vers 1400 apr. J.-C. pour une raison inconnue. Cette cité, devenue monument national, mise à part, les structures socio-politiques précolombiennes de l'actuel Costa Rica n'ont laissé que peu de traces physiques dans le pays. Il subsiste cependant plusieurs poteries, sculptures, bijoux en or et en jade, notamment visibles au Musée de l'Or précolombien et au Musée du Jade de San José. Beaucoup de pièces ont par ailleurs disparu à cause de fouilles clandestines et se trouvent aujourd'hui dans des collections privées.
Les populations indigènes sont au Costa Rica relativement éparses. Elles sont divisées en groupes ethniques eux-mêmes divisés en tribus rivales dirigées par des caciques. Elles présentent des caractéristiques propres aux autres populations de l'Amérique centrale : transition d'un habitat dispersé à un habitat collectif pré-urbain voire urbain (en 1502, quelques agglomérations comptent plus de 20 000 habitants), croyance en une religion polythéiste, sacrifices humains, culte des morts, fréquence des opérations guerrières (au moins six tribus coexistent sur 51 000 km2), société très hiérarchisée.
La guerre sert à accroître le territoire tribal, capturer des esclaves et des femmes pour en faire des concubines, capturer des victimes sacrificielles. De jeunes vierges sont notamment jetées dans le cratère du volcan Poás[réf. nécessaire]. Les rites funéraires traduisent la position sociale du défunt : les caciques sont ainsi enterrés avec leurs esclaves, censés les servir dans l'au-delà, et quelques-unes de leurs femmes, tuées après avoir été endormies à l'aide de plantes narcotiques. Dans le cadre des cérémonies religieuses, les chamans et les médecins consomment du tabac (dont les vapeurs éloignent les esprits) et des substances hallucinogènes (pour atteindre un état de transe, qui permet de connaître l'origine des maladies).
Les Chorotoga, agriculteurs dont la société est divisée en classes (nobles, prêtres, peuple, esclaves, prisonniers de guerre), correspondent au peuple le plus développé. Ce nom dériverait de Cholula, ville aztèque située au Mexique, ou bien signifierait « peuple qui fuit » d'après deux racines nahuatl, la tribu originaire du Sud mexicain ayant fui ses ennemis avant de venir s'établir au nord-ouest du Costa Rica vers le IXe siècle apr. J.-C.,. Ils possèdent une langue écrite, fixée sur des parchemins en peau de chevreuil, un calendrier rituel d'origine maya, et se servent de fèves de cacao, plante qu'ils ont acclimatée dans la région, comme monnaie d'échange. Influencés par l'art mexicain, ils maîtrisent l'art de la céramique mais sont surtout réputés pour leurs ornements en jade,.
Les Huetar sont des chasseurs, pêcheurs et cultivateurs d'origine caraïbe et sont certainement le groupe le plus anciennement établi. Ils occupent la quasi-totalité du littoral atlantique, le nord-est et la Vallée centrale et sont spécialisés dans le travail de la pierre, surtout volcanique. C'est sur leur territoire que se trouvent les ruines de la cité de Guayabo,. Les Kéköldi et les Bribri occupent la côte caraïbe[réf. nécessaire].
Les Brunka ou Borruca, venant sans doute de Colombie, vivent sur la cordillère de Talamanca et la côte sud du Pacifique. Ils excellent dans le travail de l'or, ce qui laisse à penser qu'ils appartiennent à la culture chibcha ; en effet, les Chibchas, également d'origine colombienne, se sont installés sur la péninsule d'Osa, et sont capables de concevoir des objets en or, en cuivre ou en tumbaga (alliage d'or et de cuivre) d'une grande finesse,. Ce sont ces peuples qui ont laissé dans la région de Díquis plusieurs milliers de mystérieuses sphères de pierre, de diamètre variant de 1 cm à 2 m, composées d'andésite, de granit ou de pierres d'origine sédimentaires, et dont la signification et l'usage sont inconnus, tout comme les techniques employées pour parvenir à une si parfaite rotondité ; les carrières de pierre utilisée pour ces sphères sont parfois distantes d'une trentaine de kilomètres du site cérémoniel,.

### Galerie d'art précolombien du Costa Rica

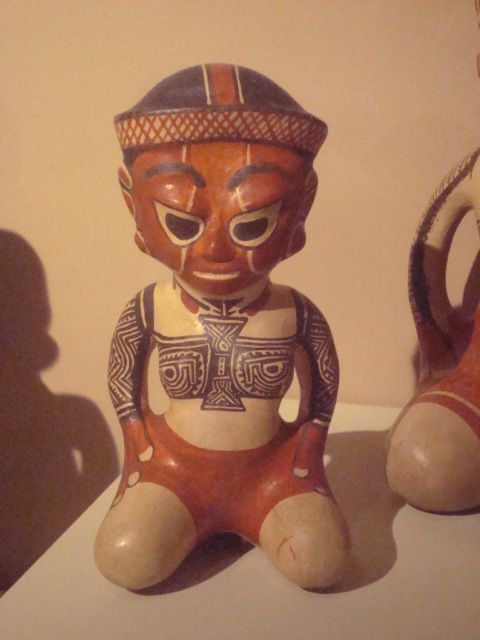
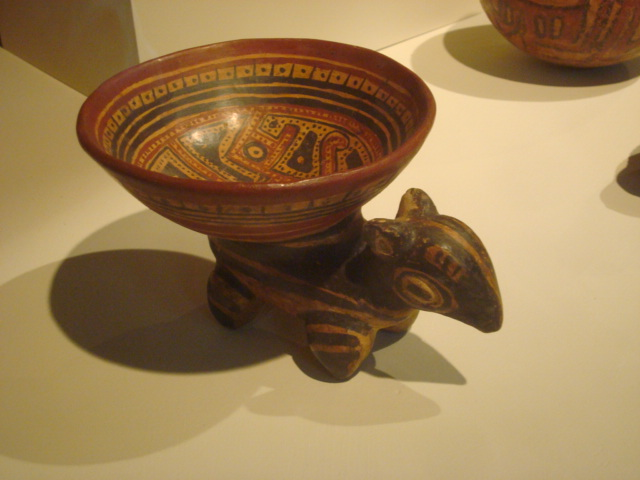
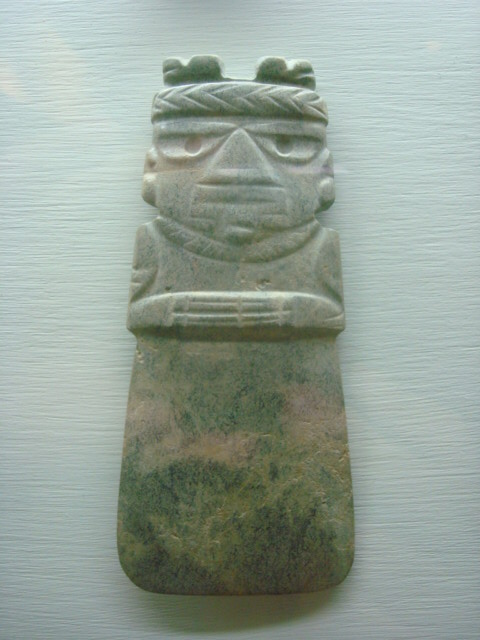
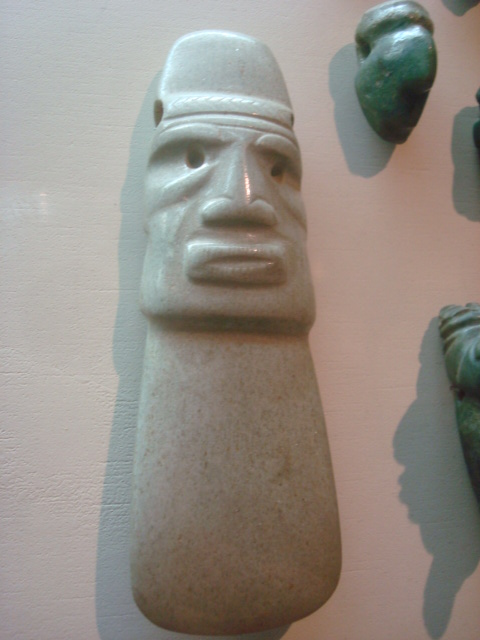
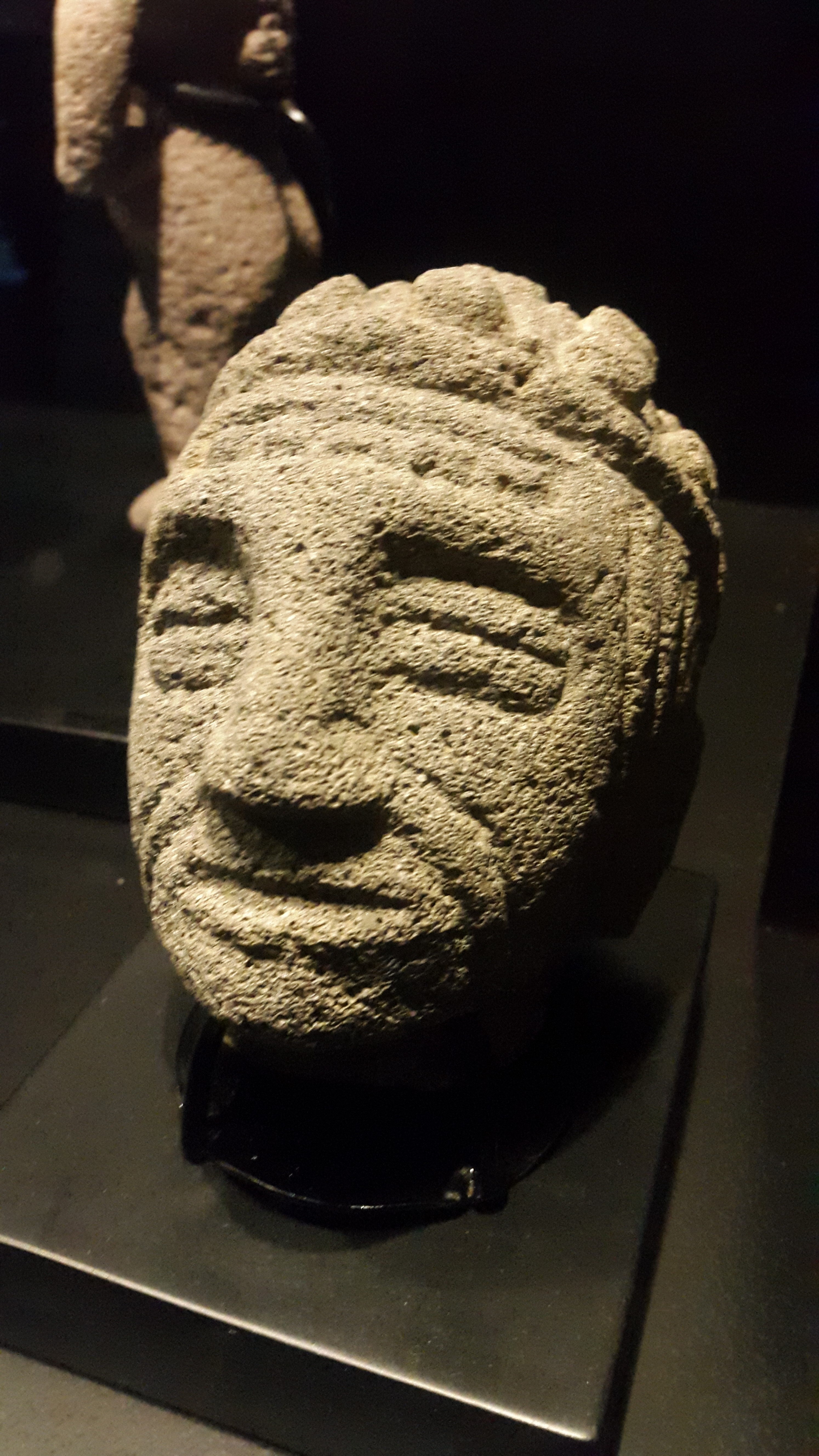
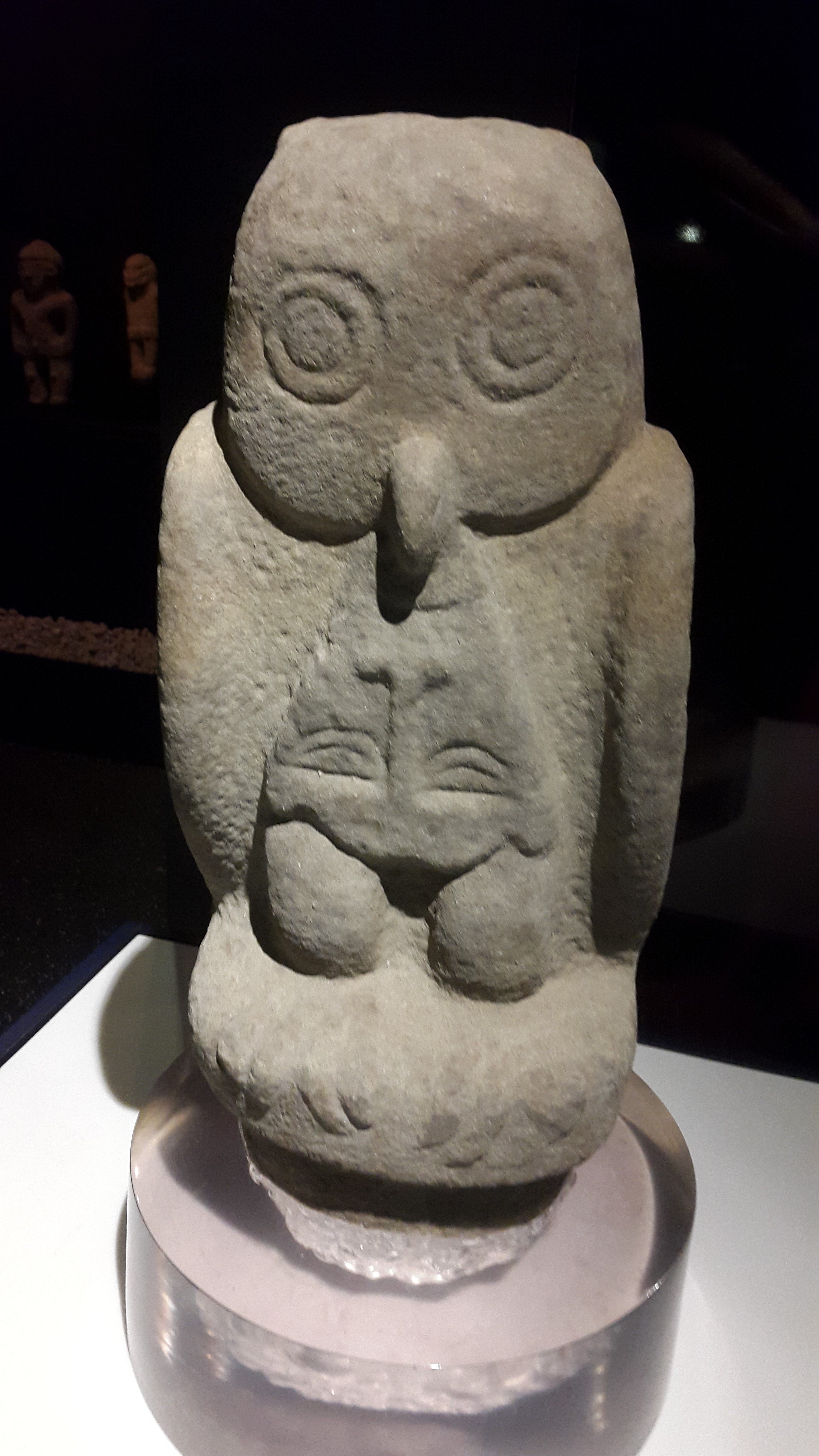
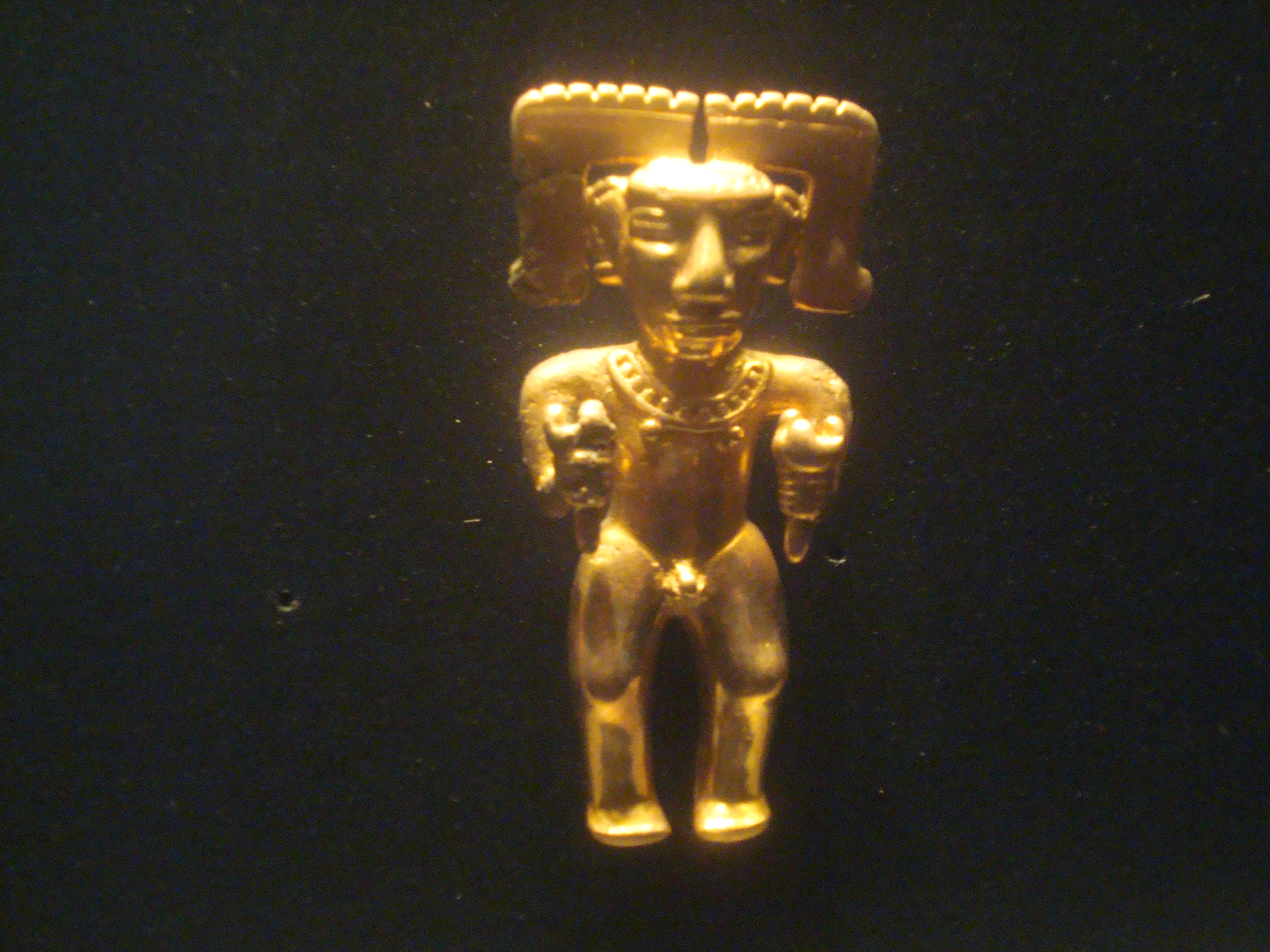
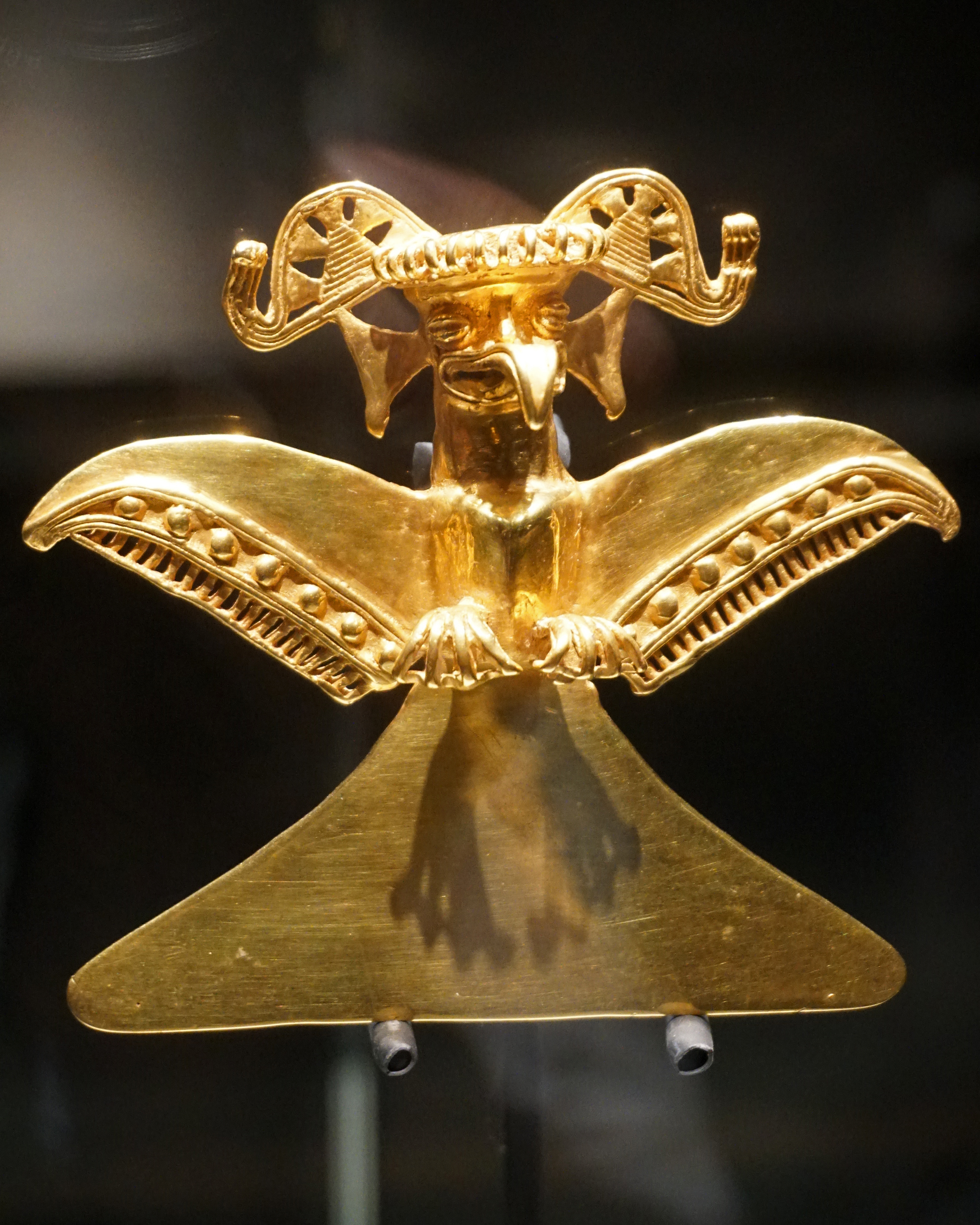
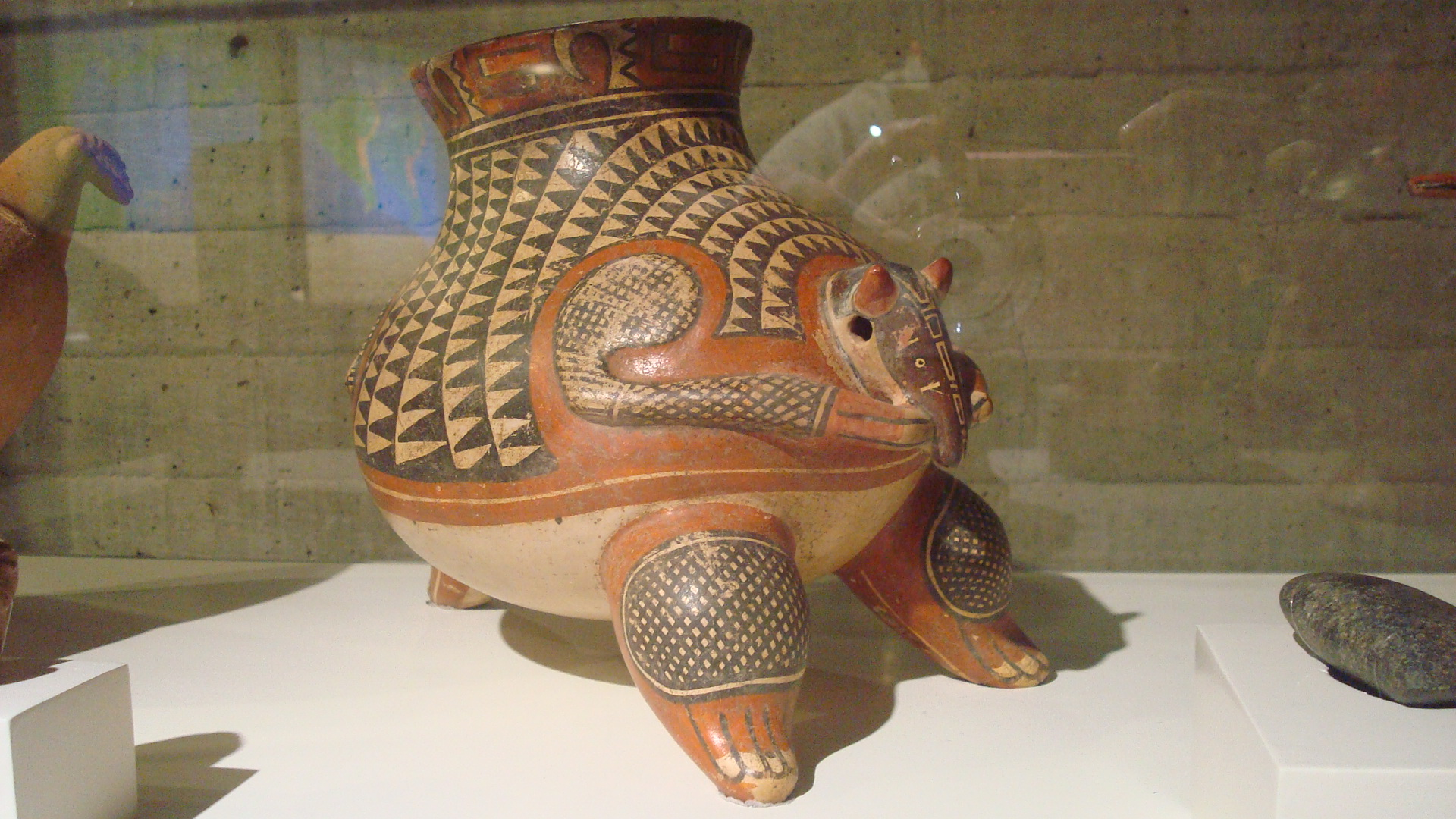
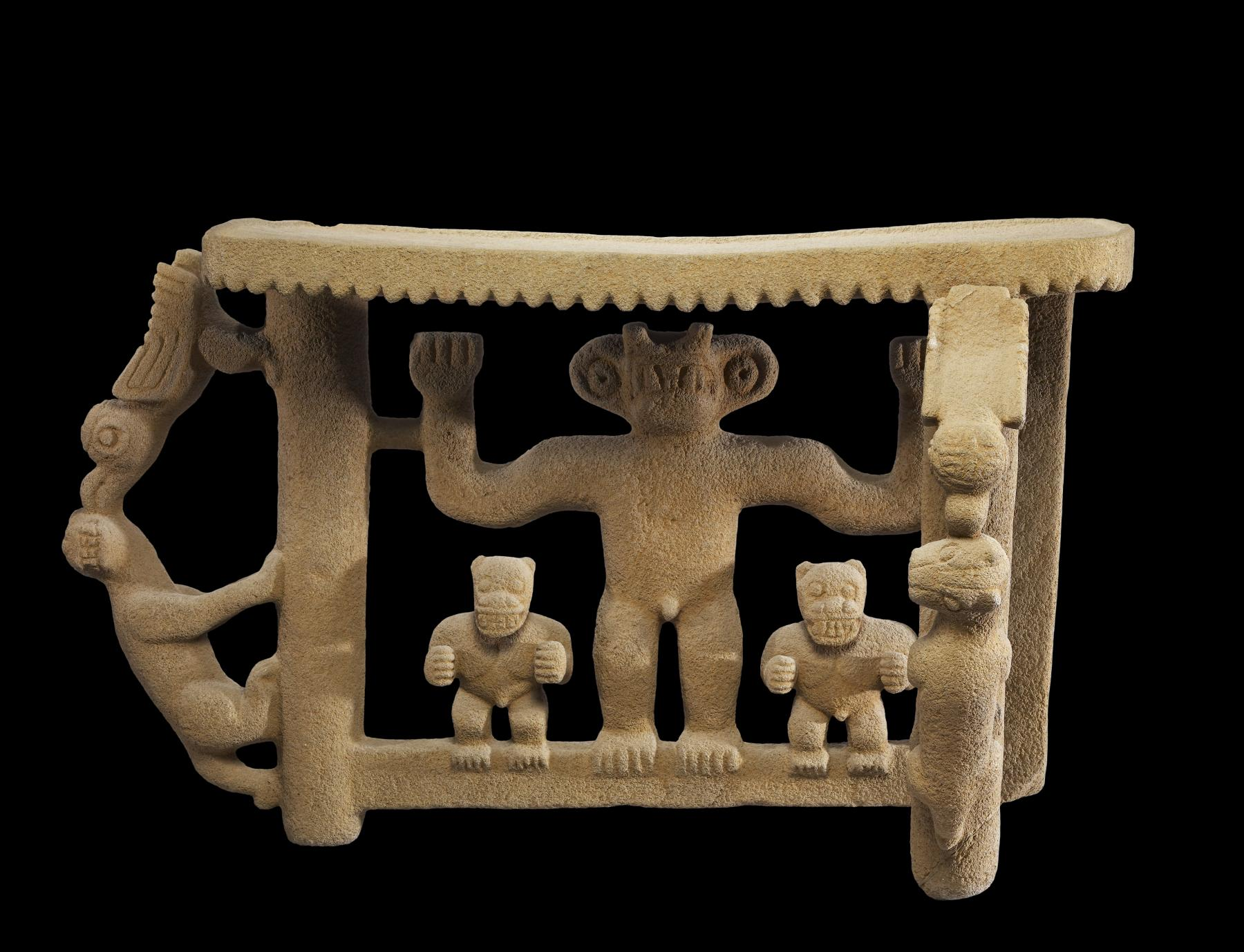

## Période coloniale (1502-1821)

### Premières incursions espagnoles: exploration, conquête (1502-1540)
Pour des articles plus généraux, voir Colonisation espagnole de la terre ferme d'Amérique et Tierra Firme.

Quatrième voyage de Colomb : 3 mai 1502 – 7 novembre 1504.

Christophe Colomb arrive dans la région le dimanche 18 septembre 1502, au cours de son quatrième et dernier voyage d'exploration, après quatre mois et huit jours en mer. Il débarque entre l'île Quiribri (aujourd'hui nommée Uvita) et le village indien de Cariari (actuel emplacement de Puerto Limon). Dans la mesure où les Espagnols ne posent pas pied à terre, c'est d'abord les indigènes qui, à la nage, viennent leur proposer des marchandises à troquer. Quelques marins s'aventurent ensuite à l'intérieur des terres en compagnie de guides. Lorsqu'ils lèvent l'ancre, le 5 octobre, Colomb décide de capturer sept Indiens, et en retient finalement deux (ceux qu'il juge les plus importants), pour qu'ils lui fassent connaître les richesses du pays et, notamment, ses mines d'or. Il poursuit sa route vers le Sud et rencontre des Indiens Guaymi dans la baie de Chiriqui (actuel Panama). Il écrit aux rois d'Espagne que des Indiens couverts de bijoux lui ont parlé de mines d'or, ce qui l'aurait amené à nommer, selon la légende, cette partie de la terre ferme la « côte riche ».

Routes des conquistadors au Costa Rica.

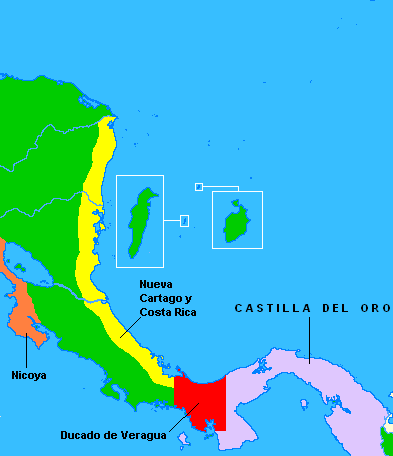
La région vers 1550.

Se fiant à ces descriptions, les explorations suivantes se concentrent sur le Panama. En 1508, Alonso de Ojeda et Diego de Nicuesa sollicitent le roi Ferdinand à Madrid pour obtenir l’autorisation de conquérir la « Tierra Firme », qu'il divise en deux parties : la Nouvelle Andalousie (est du Venezuela, ouest de la Guyane et nord du Brésil), à l'est du Río Atrato, pour Ojeda, et la Castille d'Or, ou Veraguas (Amérique centrale, jusqu'au Panama, et moitié de l'actuelle Colombie), à l'ouest, pour Nicuesa. Mais des dissensions éclatent entre les deux hommes et cette première tentative de colonisation se termine sur un échec. Devant l'avancée de Nicuesa, les Indiens brûlaient leurs propres récoltes ; dépourvus de ressources alimentaires, fréquemment attaqués et atteints de maladies tropicales, les Espagnols voient leurs effectifs réduits de moitié, et le gouverneur retourne en Espagne en 1511,. Quelques survivants se regroupent autour de Vasco Núñez de Balboa, un jeune voyageur clandestin cherchant à échapper à des créanciers à Saint-Domingue, et atteignent la mer du Sud (c'est-à-dire l'océan Pacifique) le 25 septembre 1513, en traversant l'isthme panaméen,.
En 1513, Pedro Arias de Ávila est nommé gouverneur et capitaine général de Castille d'Or. Il y arrive en 1514 et poursuit les exactions des expéditions précédentes, que Charles Quint lui avait pourtant ordonné de faire cesser. Cependant, il fonde le 15 août 1519 la ville de Panamá, qui sert dès lors de point de départ des expéditions futures vers le Costa Rica et une partie du Nicaragua. Une seconde expédition vers le Costa Rica a lieu en 1522 sous le commandement de Gil González Dávila. Au cours d'une marche de plus de 700 kilomètres sur le versant pacifique, du Costa Rica au nord du Nicaragua actuel, il baptise selon ses notes de voyage environ 32 000 Indiens, commerce avec eux et parvient à amasser d'énormes quantités d'or. Mais il doit s'enfuir devant la cupidité du gouverneur de Panama, Pedro Arias de Ávila, qui a par ailleurs mis à mort son propre beau-fils, Vasco Núñez de Balboa.
Plusieurs tentatives de colonisation ont lieu. Francisco Hernández de Córdoba fonde la ville de Bruselas (es) en 1524, près de l'actuelle Puntarenas, mais ce premier établissement périclite rapidement et disparaît en 1528, à cause de maladies, de dissensions entre Espagnols et d'attaques d'Indiens (effectuées en réponse à des exactions des envahisseurs). Ces attaques ont aussi raison de la Villa de la Concepción, fondée en 1535, et de Marbella et Badajoz (es), fondées en 1540. Les conquistadors se contentent surtout de piller le littoral, de capturer et de réduire les Indiens en esclavage.

### Conquête, colonisation (1540-1575)
Le statut juridique du territoire n'est défini avec certitude qu'en 1560, alors qu'une partie de l'ancien duché de Veragua, créé en 1537 par Charles Quint pour Luis Colón de Toledo (qui réclamait l'héritage de son grand-père), est rattachée, à la suite de l'échec de son expédition, au Guatemala (faisant donc partie de la Capitainerie générale du Guatemala), et devient la Nouvelle-Cartago, puis la province de Costa Rica
En 1561, sur décision du roi Philippe II, Juan de Cavallón (es) arrive au Costa Rica avec 90 Espagnols recrutés au Guatemala et au Nicaragua, des esclaves noirs, des Indiens nicaraguayens, ainsi que des animaux d'élevage (chevaux, vaches, cochons, chèvres, canards, poulets), et fonde la première colonie permanente du pays, Garcimuñoz (es), dans la région centrale. L'année suivante vient Juan Vázquez de Coronado ; en 1563, il déplace Garcimuñoz vers un lieu plus fertile, enrichi par les dépôts volcaniques issus du mont Irazú, et la renomme Cartago, qui devient la capitale de la colonie en 1564.

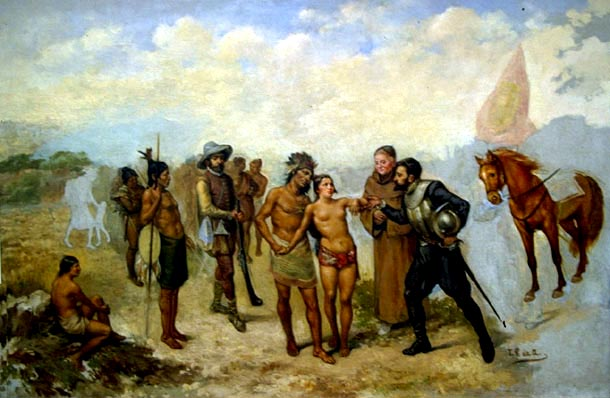
Coronado remet la jeune Dulcehe (auparavant enlevée par un chef indien) à son frère, le cacique Corrohore. Tableau de.

Coronado est considéré par certains historiens comme le vrai conquérant du Costa Rica,. D'une grande habileté politique, il pacifie le pays en parvenant à obtenir la soumission des Indiens, soutenant leurs guerres intestines quand celles-ci lui permettent de rester à l'écart, en paix. Du reste, les Indiens, sédentaires et agriculteurs, sont lassés de devoir abandonner leurs récoltes pour se cacher dans les campagnes. Le chef indien Quitao compte ainsi parmi ceux qui finissent par se rendre au gouverneur espagnol. Il faut cependant attendre l'arrivée du gouverneur Pero Afán de Ribera y Gómez (es) pour que le Costa Rica soit complètement pacifié, les Indiens de la cordillère de Talamanca s'étant faits plus actifs dans la résistance.
L'arrivée des Espagnols et la colonisation ont conduit à une forte diminution de la population originelle, due principalement aux épidémies, mais aussi à la chasse aux esclaves et aux assassinats. De 400 000 Indiens avant la colonisation, les Espagnols n'en comptent que 21 000 en 1569-1570, lorsqu'ils convoquent la population autochtone en vue de l'établissement de l'encomienda (pourtant officiellement interdite par les « lois nouvelles » de 1541).
On considère que la conquête du Costa Rica est terminée vers 1570-1580. Deux communautés se sont durablement installées : une qui compte une cinquantaine de familles à Cartago, l'autre dans la future ville de San José. Les immigrants espagnols arrivent d'Estrémadure, d'Andalousie et de Castille. Ils fondent Espíritu Santo de Esparza et Nicoya sur la côte Pacifique.

### Vice-royauté, ère de subsistance (1575-1821)

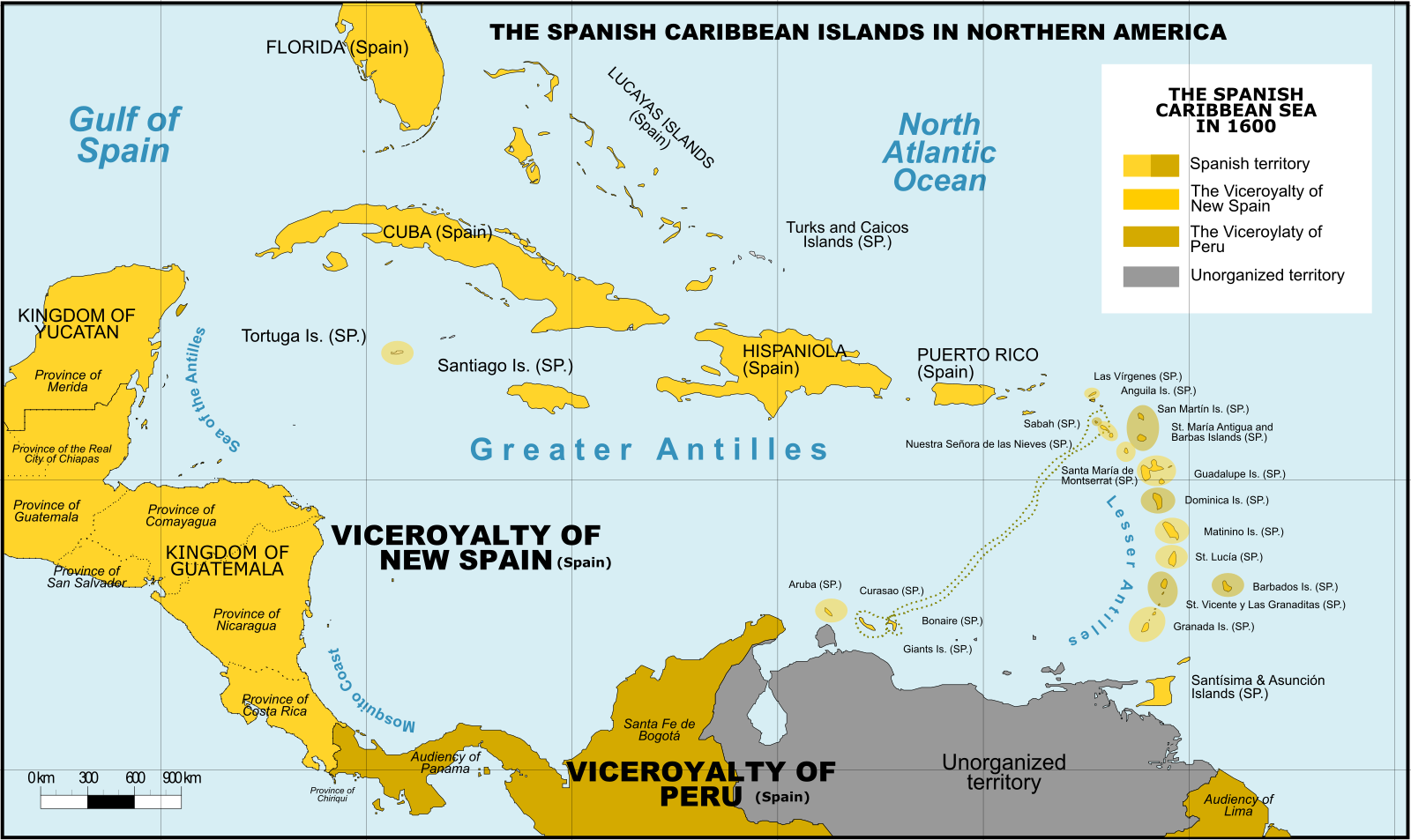
Nouvelle-Espagne, vers 1600

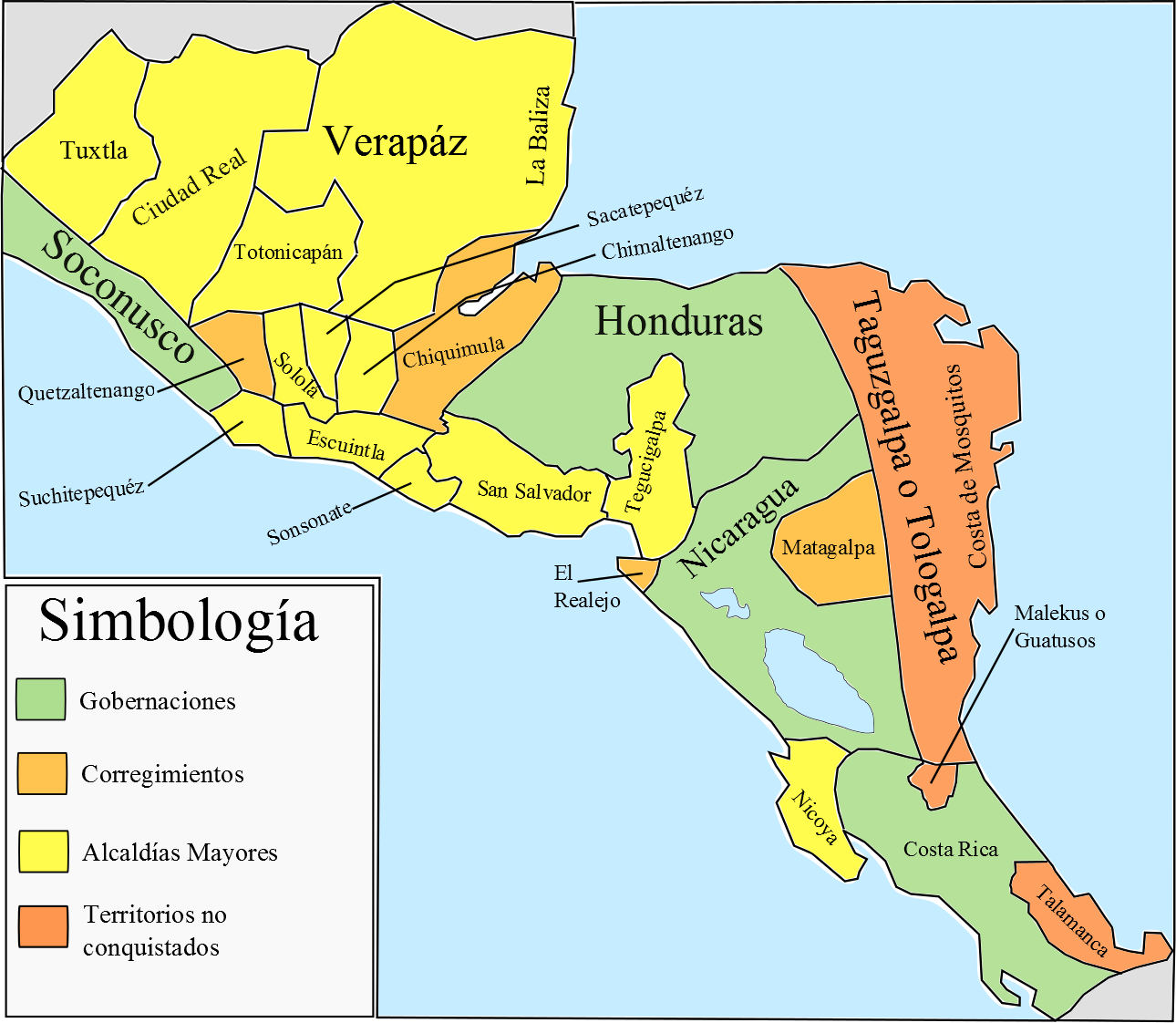
Capitainerie générale du Guatemala, 1780

Amérique centrale et Caraïbes vers 1700.

Peu de nouveaux colons, cependant, s'installent au Costa Rica. Les ressources en or sont parties en Espagne et aucune mine de métaux précieux n'est découverte. La colonie, délaissée par la Couronne, ne possède plus rien à vendre, et la monnaie se fait rare (à tel point qu'à la fin du XVIIe siècle les fèves de cacao autrefois utilisées par les Indiens redeviennent pour un temps la seule monnaie d'échange). L'isolement est également géographique, dans la mesure où il faut trois mois à cheval pour se rendre dans la région en partant du Guatemala,,.
Les premiers habitants européens — y compris des hidalgos, seul cas en Amérique latine — sont donc poussés à travailler la terre, au sein d'exploitations peu étendues et essentiellement consacrées à une agriculture de subsistance. La vie sociale et notamment religieuse est particulièrement ténue, les prêtres se plaignant de voir les églises vides, et cherchant, sans succès, à obliger les gens à se rendre à la messe, ou à regrouper les habitations autour des églises. C'est que la plupart des familles ne possèdent pas même les vêtements appropriés, souvent faits de peaux de chèvres ou d'écorces d'arbres. Les chroniqueurs de l'époque rapportent qu'un même habit pouvait servir à tous les membres d'une famille, et même aux voisins voire aux amis selon les circonstances ; selon certaines légendes, le même costume de cérémonie religieuse pouvait servir à 30 ou 40 personnes,,.
La relative pauvreté des propriétaires terriens, l'absence de main-d'œuvre indigène abondante, l'homogénéité ethnique et culturelle, et l'isolement du Costa Rica des centres de pouvoir situés au Mexique et dans les Andes sont les principaux facteurs qui ont contribué au développement d'une société agraire autonome et individualiste, empêchant l'établissement de grandes haciendas. Une tradition d'égalitarisme apparaît en parallèle. Cette tradition survécut à l'accentuation des différences entre classes qui apparut vers le XIXe siècle avec l'introduction de la culture du café puis de la banane et qui permirent une accumulation de richesses.

### Temps des pirates (1650-1700)
- Piraterie dans les Caraïbes (1520-1720) : pirates, flibustiers, boucaniers, corsaires, chasse-partie
- Âge d'or de la piraterie (1650-1730)
- Île de la Tortue, Île Cocos
- Pirates du Panama (1670-1690), Rendez-vous de l'île d'Or, Colonie française du Darién (Panama)
- Amaro Rodríguez Felipe (1678-1747)

## Indépendance (1821)
En 1821, le Costa Rica proclame une déclaration d'indépendance commune avec quatre autres provinces d'Amérique centrale, le Guatemala, le Honduras, le Salvador et le Nicaragua, le Belize étant britannique et le Panama appartenant encore à l'actuelle Colombie.
Le Costa Rica fait partie un temps de l'empire mexicain d'Augustín Iturbide. Une guerre civile éclate entre les conservateurs de Cartago et Heredia, partisans d'un rapprochement avec le Mexique et les libéraux de San José et Alajuela partisans de l'indépendance, commandés par Gregorio José Ramírez y Castro. Ces derniers l'emportent sur les premiers à la bataille d'Ochomogo et le pays rejoint les Provinces unies d'Amérique centrale (entre 1823 et 1839). La capitale est transférée de Cartago à San José en 1824. Juan Mora Fernández devient le premier président de la République et mène une politique libérale et réformiste. Le pays connaît une nouvelle guerre civile, dite guerre des ligues en 1835.
Même si les États, récemment devenus indépendants, forment une Fédération, les disputes sur la délimitation des frontières vont s'ajouter aux conflits internes. Ainsi, la région de Guanacaste, située au nord du pays, est annexée par le Costa Rica aux dépens du Nicaragua. En 1838, alors que la Fédération a de facto cessé depuis longtemps de fonctionner, le Costa Rica s'en retire officiellement en affirmant sa souveraineté sous la présidence de Braulio Carrillo.
Depuis 1830, l'essor de la production du café (le grano del oro) fait émerger la classe des cafetaleros qui chasse en 1849 le président réformateur José María Castro et le remplace par Rafael Mora, plus conservateur. C'est au cours de son mandat qu'a lieu la Campagne nationale du Costa Rica contre les flibustiers de William Walker. L'aventurier américain se rend maître du Nicaragua et envahit le Guanacaste en novembre 1856. Battu par les troupes costaricaines, Walker se réfugie à Rivas où le jeune costaricien Juan Santamaría se sacrifie pour faire sauter le fort, reconnu dès lors comme héros national.
En 1873, Tomás Guardia devient le huitième président du pays. Il fait construire la liaison ferrée entre San José et la mer des Caraïbes pour faciliter l'exportation du café. La liaison sera mise en service en 1890 au prix de 4 000 vies humaines (principalement chinoises et jamaïcaines). Grâce à cette voie de communication, United Fruit Company, entreprise bananière s'implante au Costa Rica, et comme dans les autres pays d'Amérique centrale, va y installer une république bananière et jouer un rôle politique déterminant pendant des décennies.

### Galerie présidentielle 19ème (partielle)

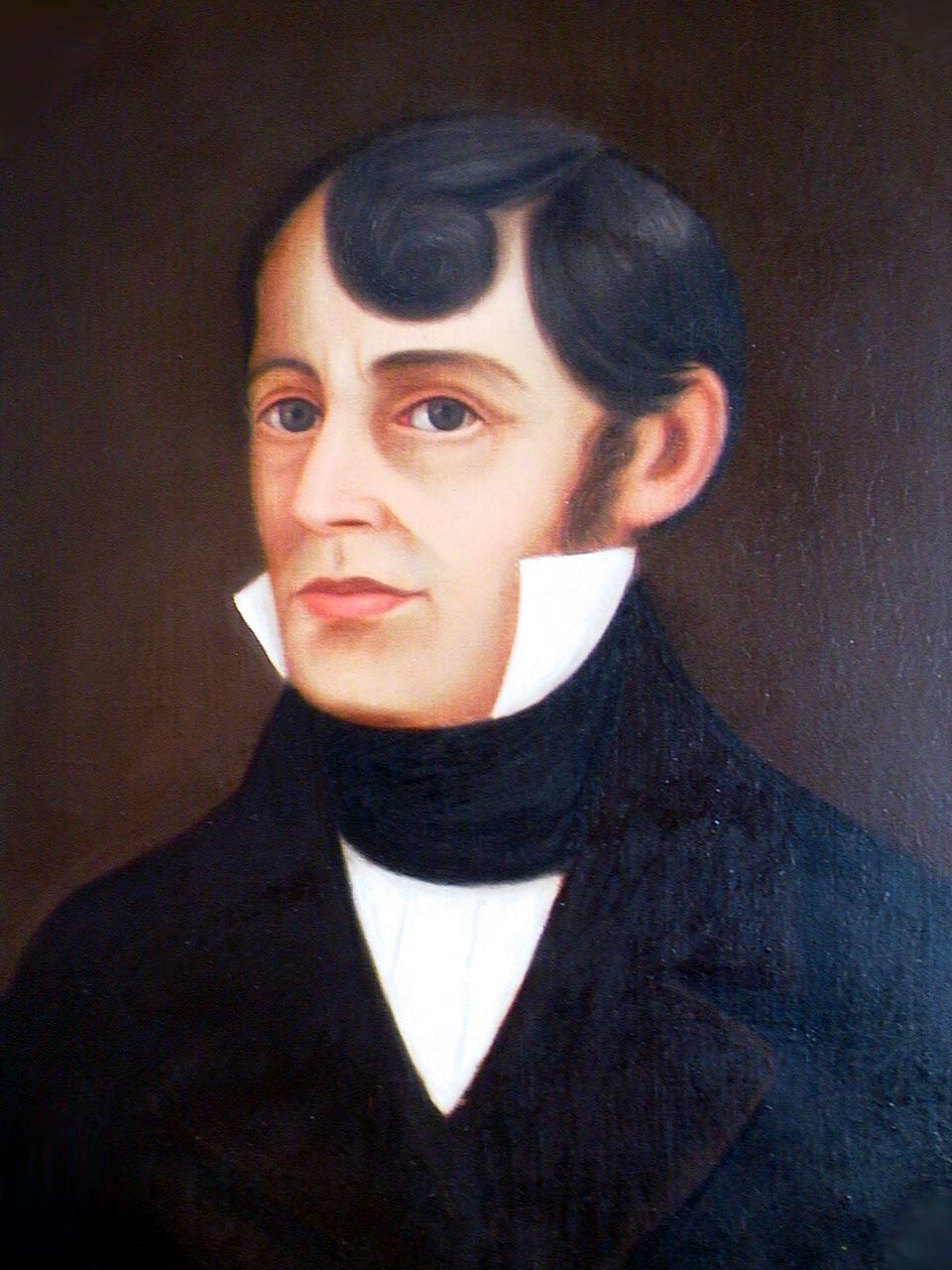
Juan Mora Fernández 1825-1833
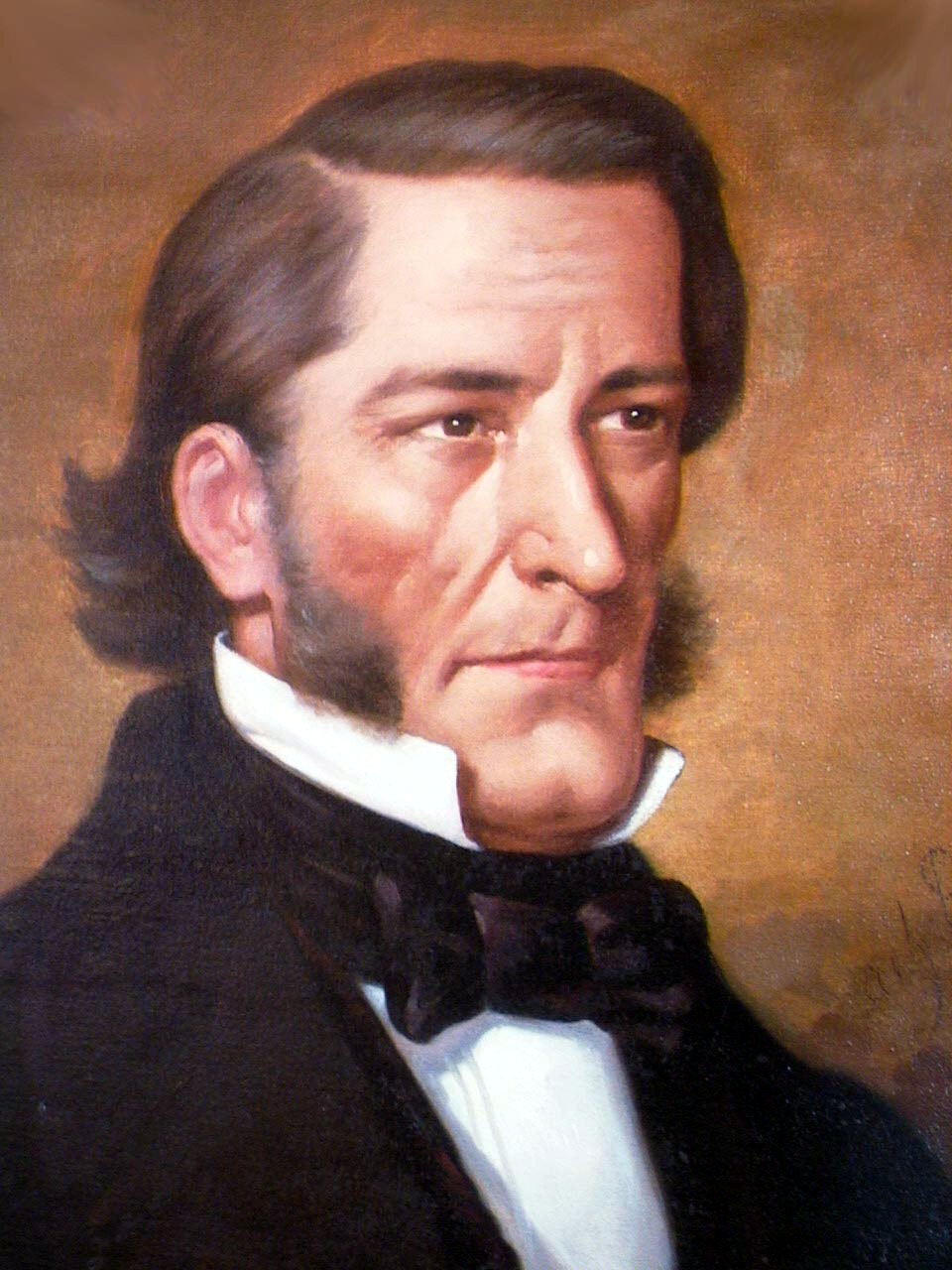
José Rafael de Gallegos y Alvarado 1833-1835
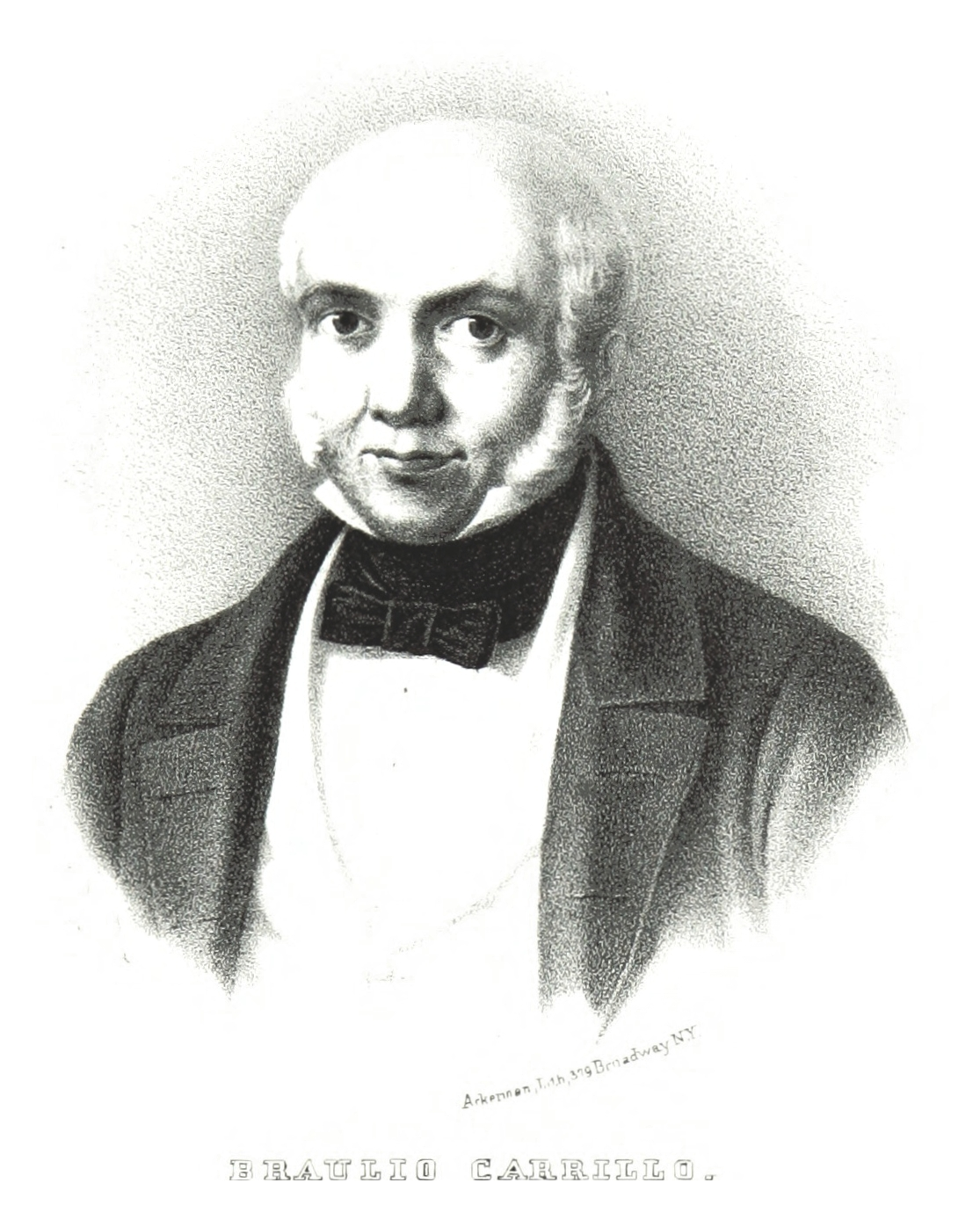
Braulio Carrillo Colina 1835-1837 et 1838-1842
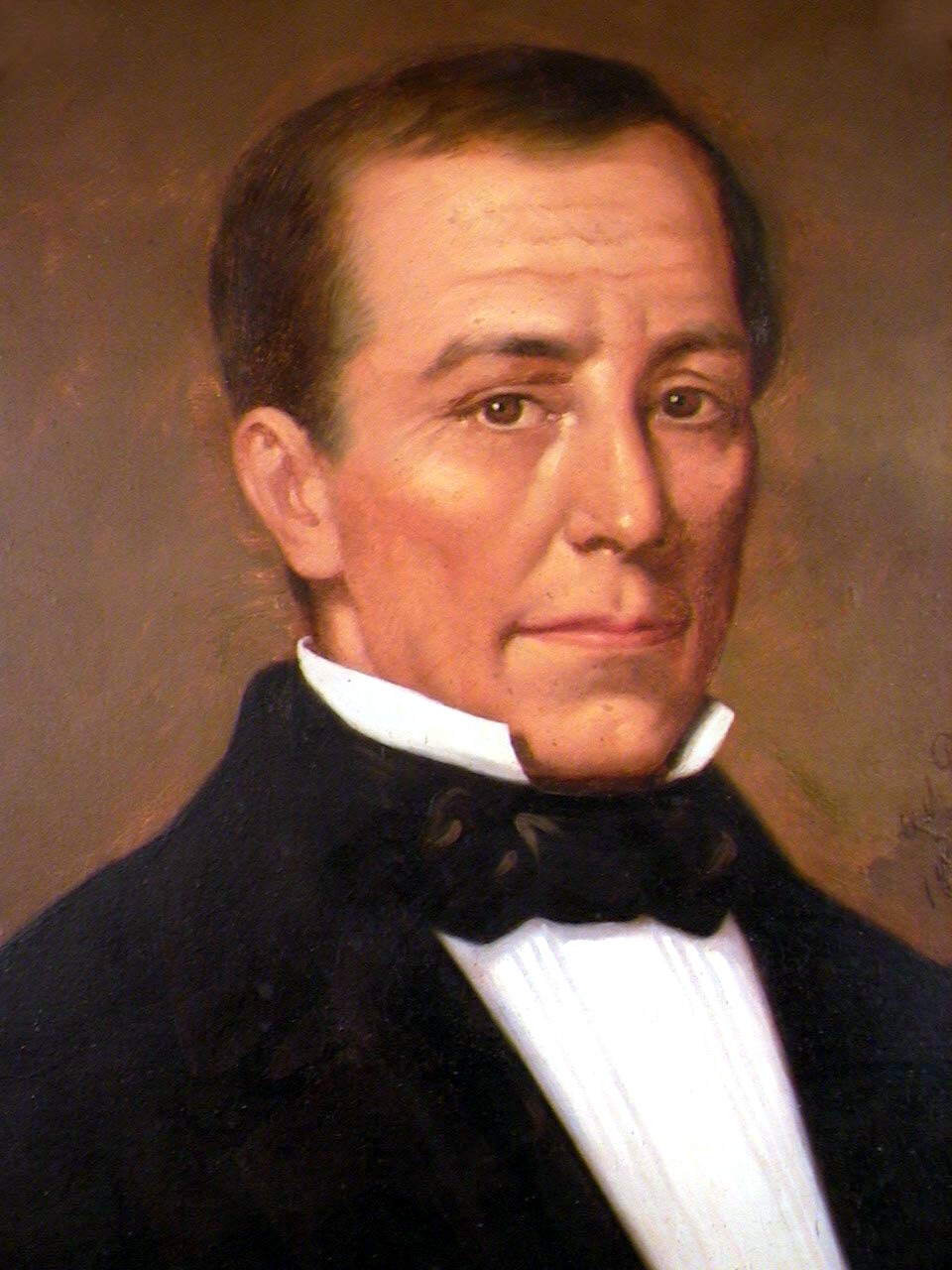
Manuel Aguilar Chacón 1837-1838
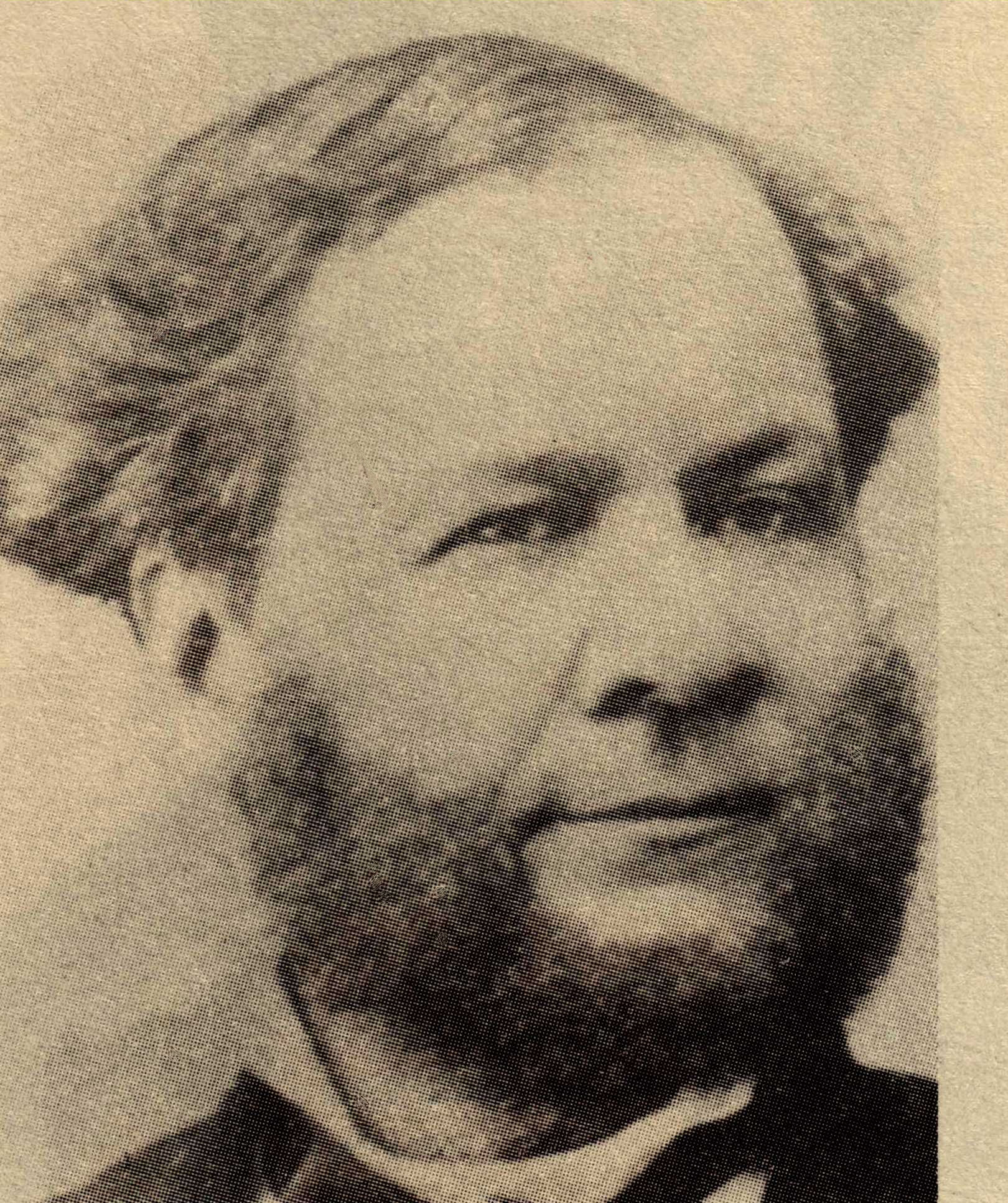
José María Castro Madriz 1847-1849 et 1866-1868
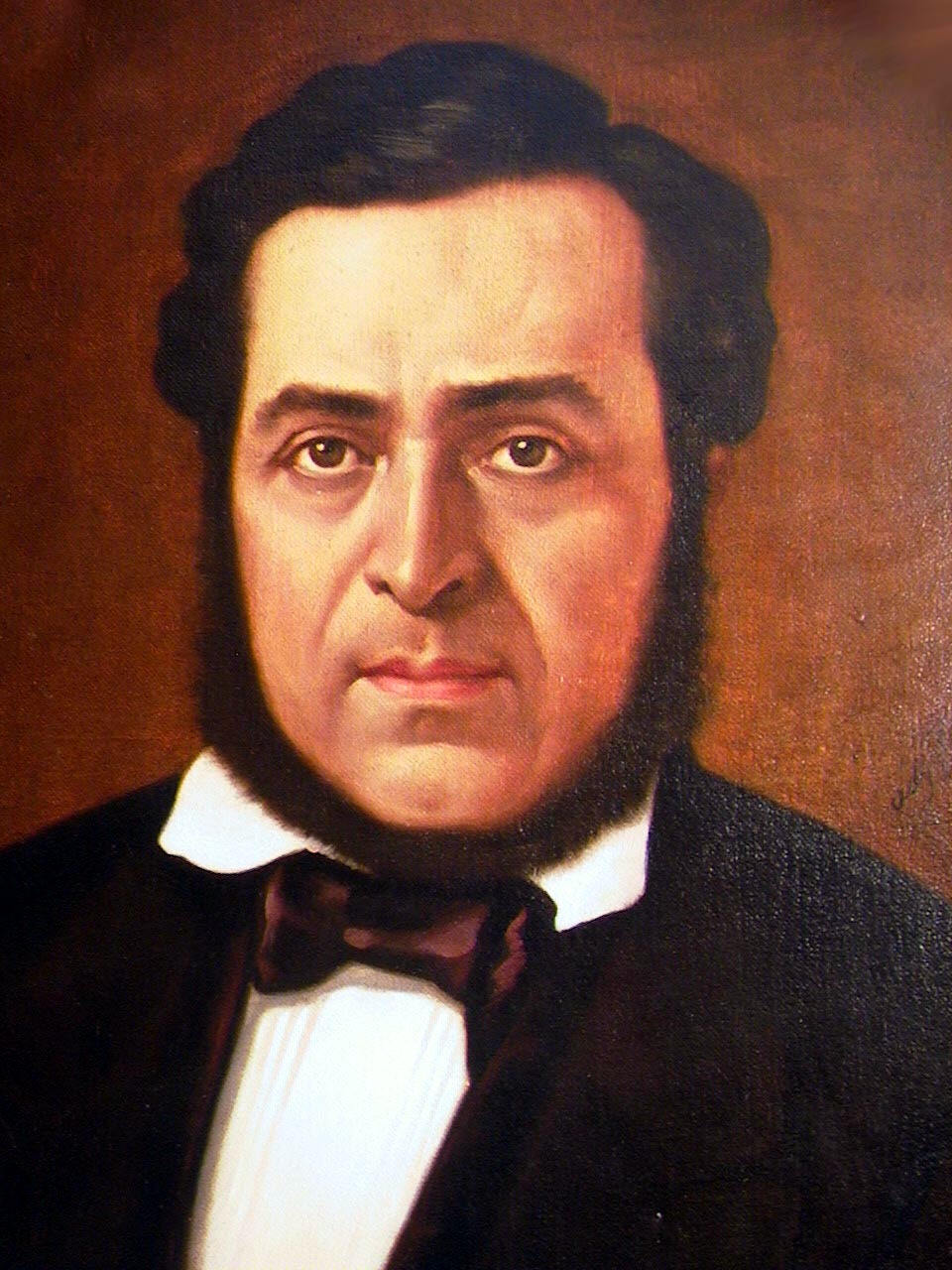
Juan Rafael Mora Porras 1849-1859
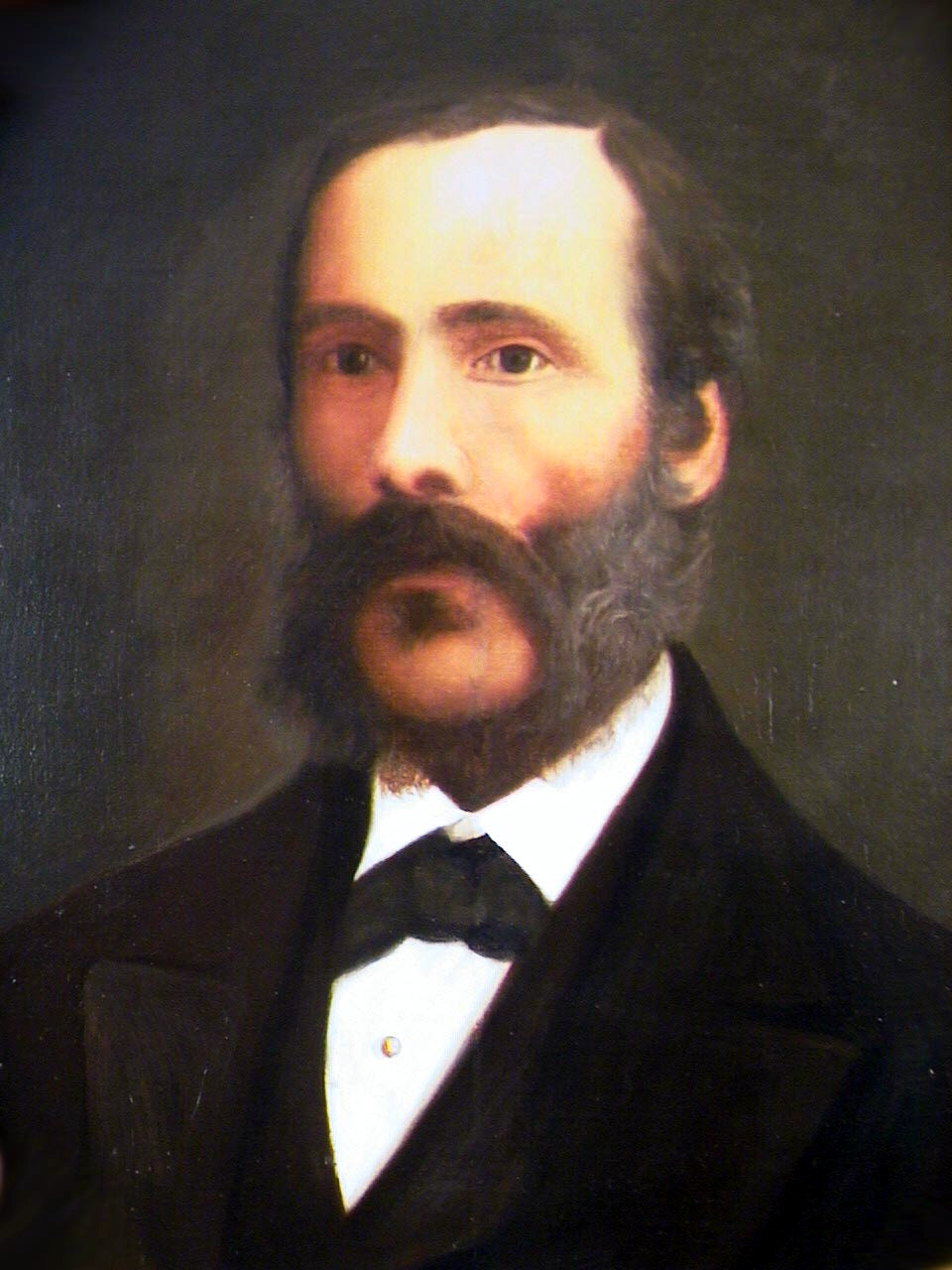
José María Montealegre Fernández 1859-1860
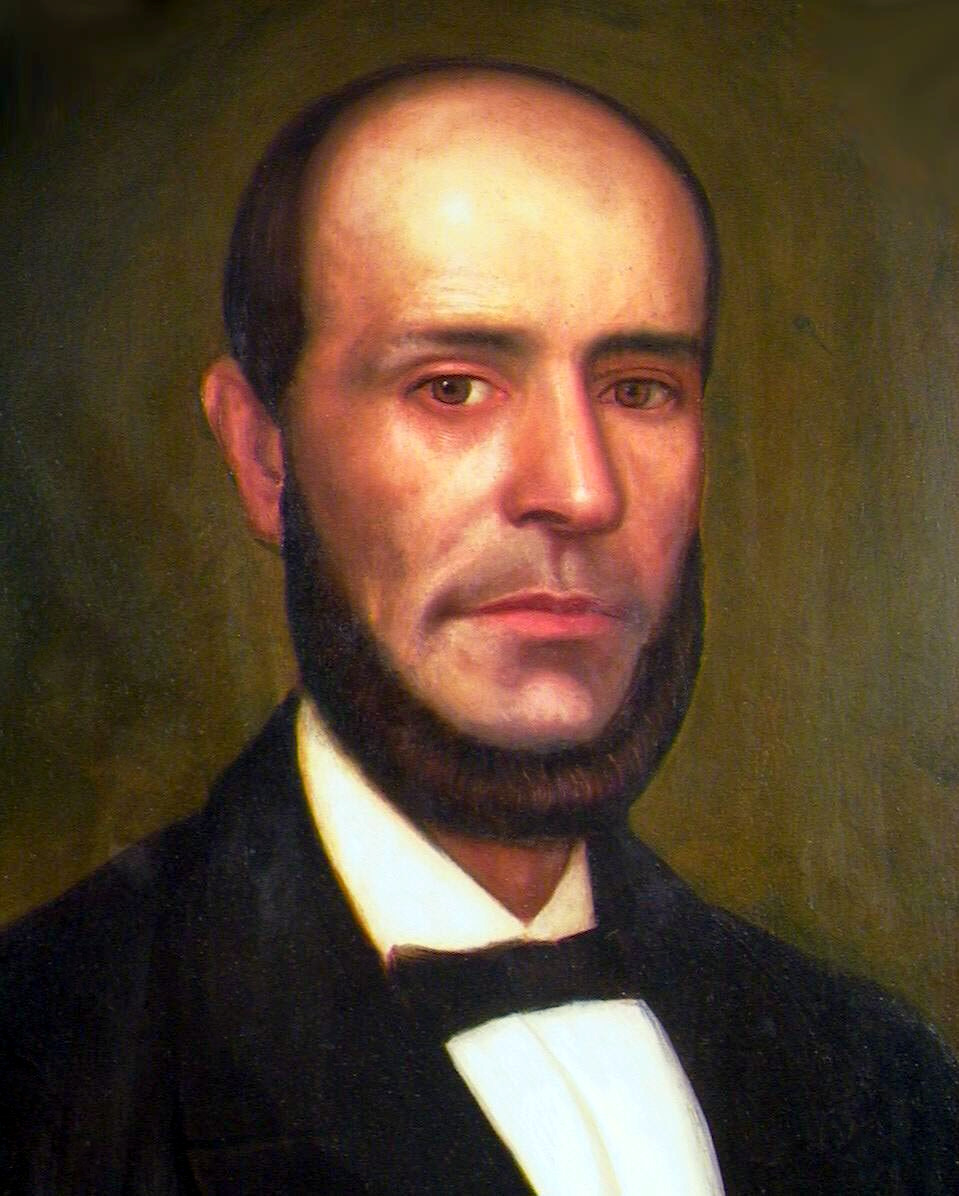
Jesús Jiménez Zamora 1863-1866 et 1868-1870
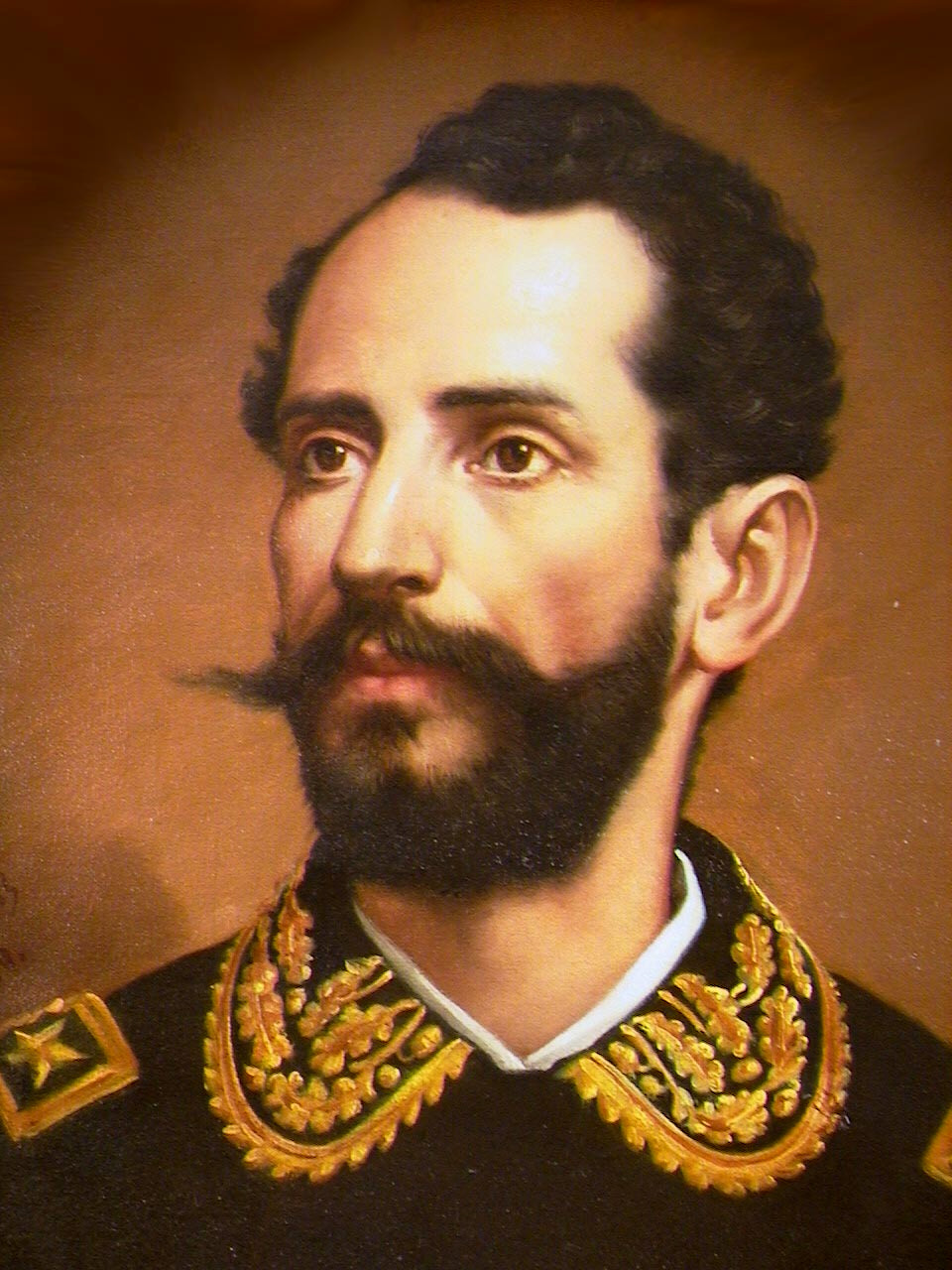
Tomás Guardia Gutiérrez 1870-1876 et 1877-1882
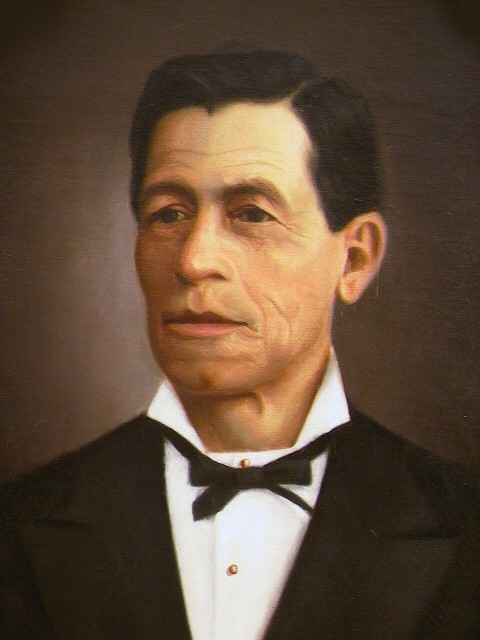
Vicente Herrera Zeledón 1876-1877
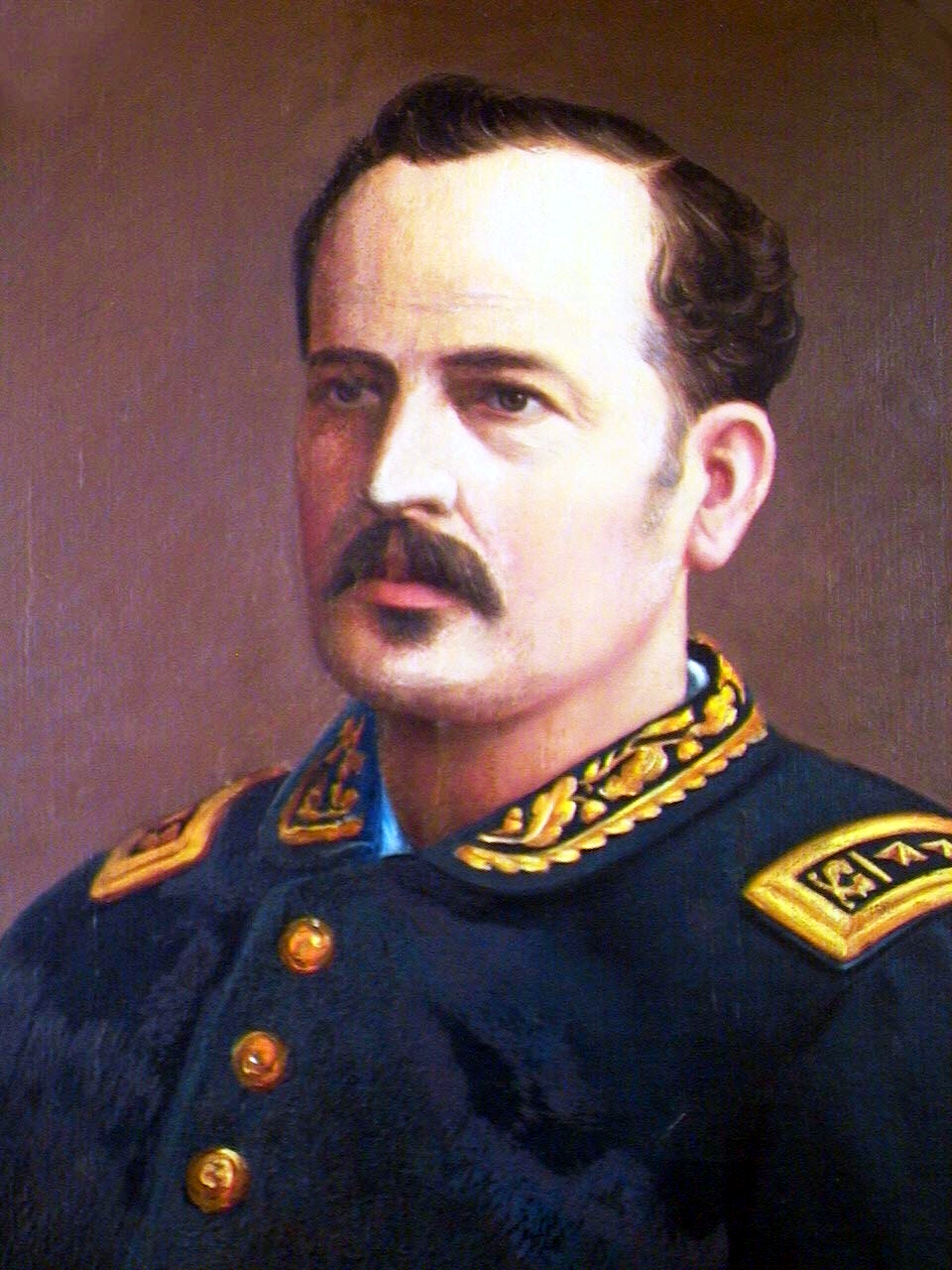
Próspero Fernández Oreamuno 1882-1885
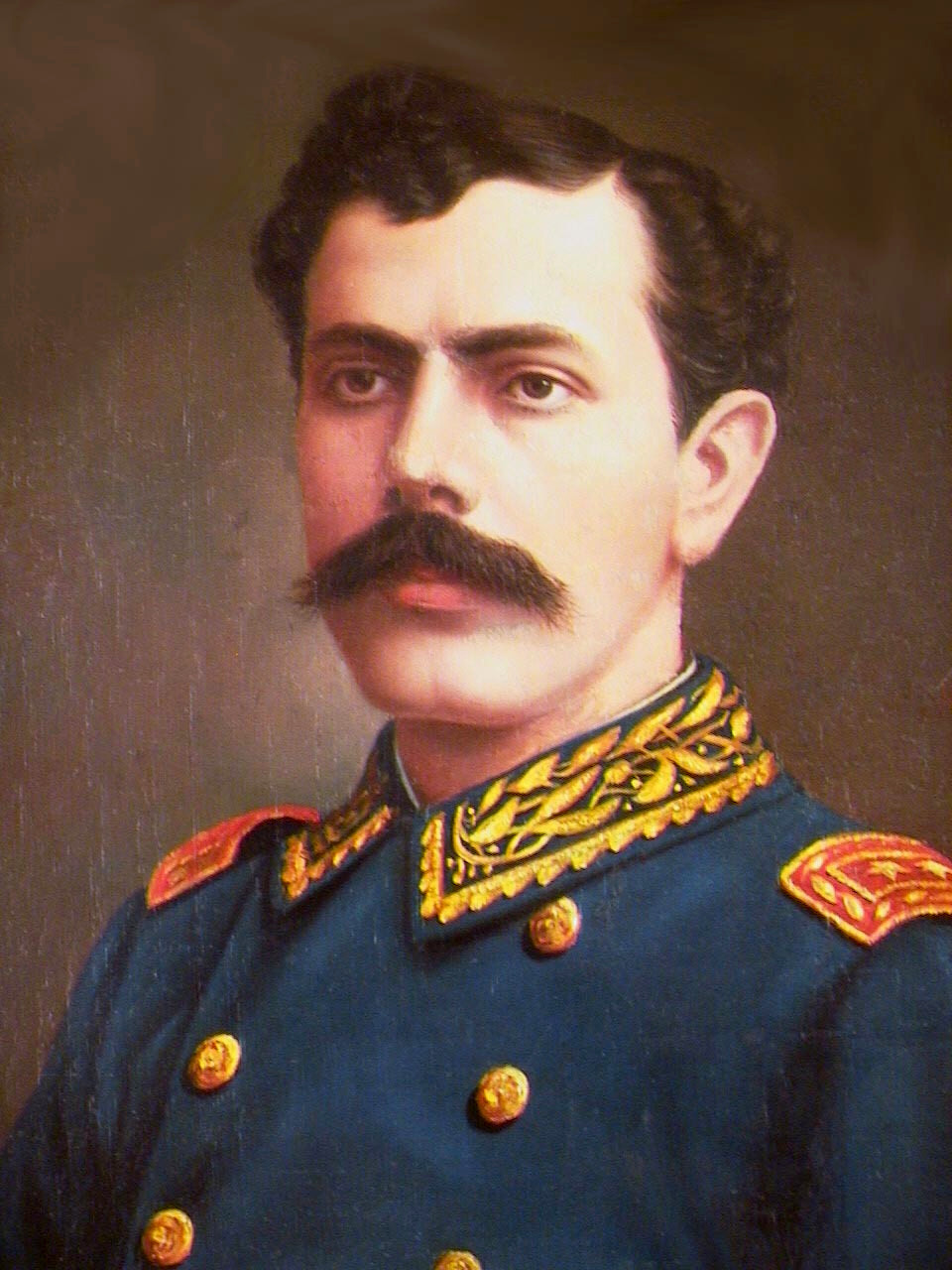
Bernardo Soto Alfaro 1885-1886
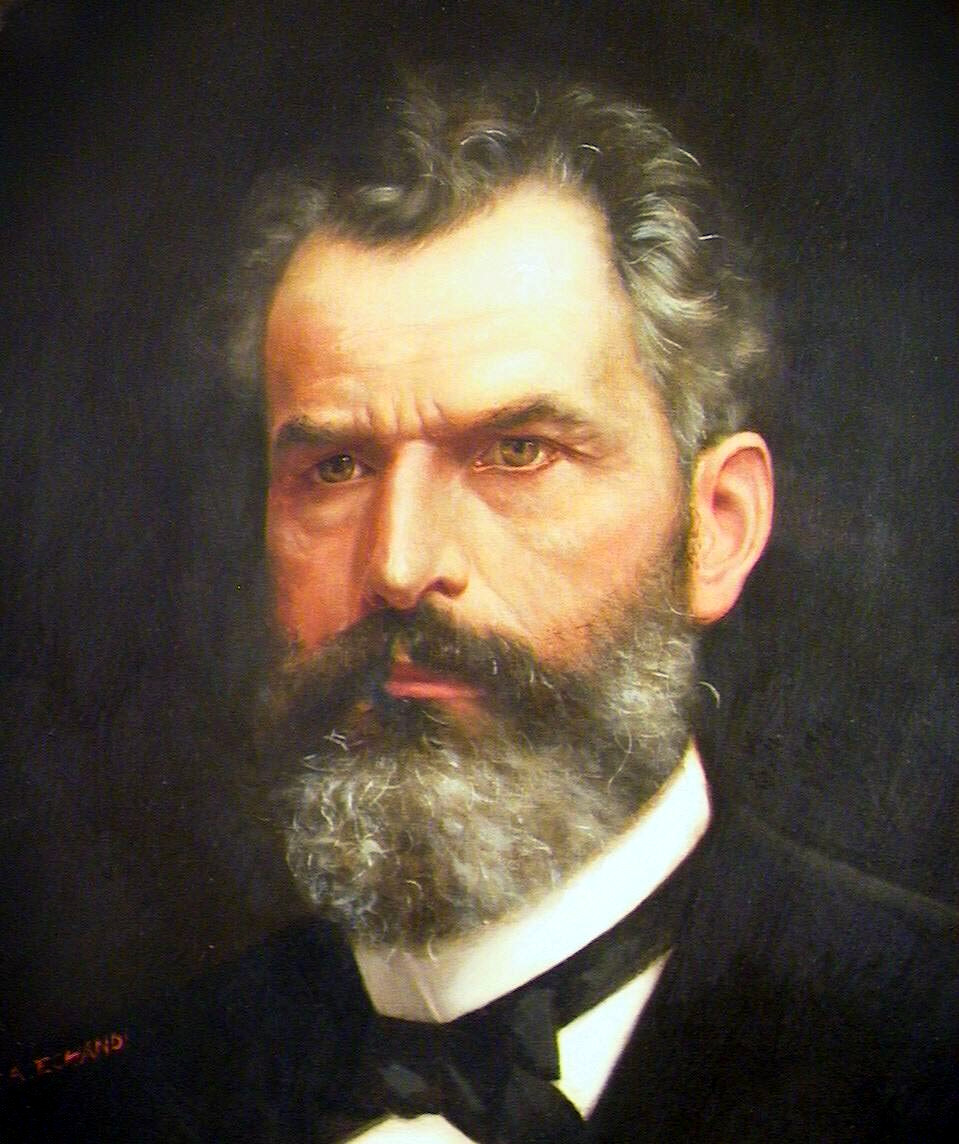
José Rodríguez Zeledón 1890-1894
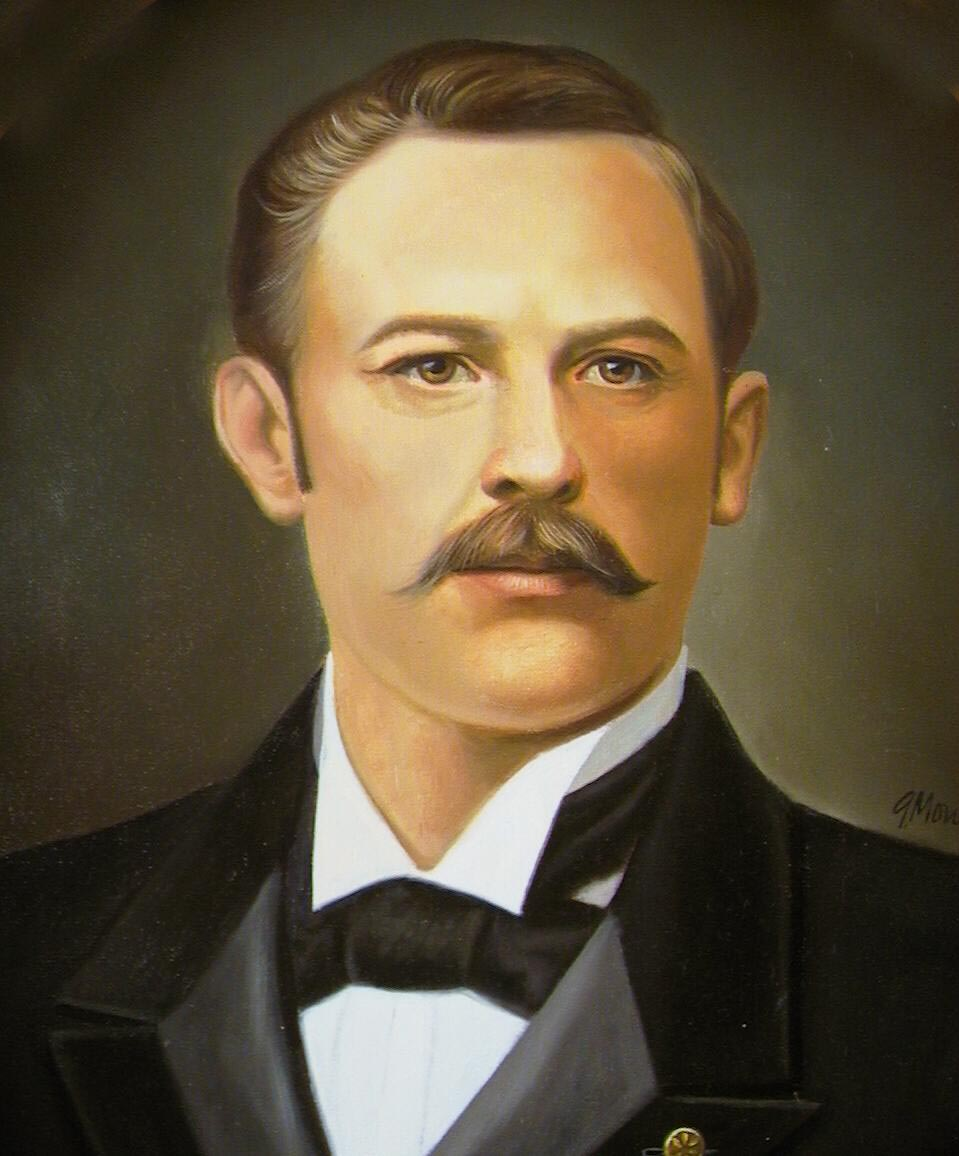
Rafael Iglesias Castro 1894-1902

## Période contemporaine (depuis 1900)
Le processus de démocratisation commence à la fin du XIXe siècle. le président Bernardo Soto Alfaro organise en 1889 les premières élections démocratiques. Il est battu et doit se retirer sous la pression de la rue. Toutefois, lorsque Alfredo González Flores propose en 1917 un système d'impôt progressif, il est renversé par les cafetaleros, qui instituent la dictature de Federico Tinoco. Celui-ci établit un régime dictatorial, supprime toute liberté de critique à la presse et exerce une répression contre l'opposition. Il augmente les effectifs de l'armée et de la police, qui traque les opposants. Son régime est soutenu financièrement et politiquement (par des activités de lobbying aux États-Unis) par la United Fruit Company et la Sinclair Oil, qui, en retour, bénéficie de concessions avantageuses. Il est également soutenu pour le président des États-Unis, Woodrow Wilson. La corruption s'étend, les milieux d'affaires étant directement liés au frère du président, José Joaquín, qui est une éminence grise du régime. Abandonné par les États-Unis et très impopulaire, il est renversé par des manifestations initiées par des mouvements de femmes et d'étudiants. Son frère José Joaquín est assassiné et Federico Tinoco fuit en Europe.
Le Costa Rica évite dans une grande mesure la violence qui sévit à l'époque en Amérique centrale. Si la vie politique est relativement pacifiée par l'esprit paternaliste des dirigeants libéraux, la situation économique s'aggrave à la suite de la crise de 1929. La crise entraîne la chute des prix des produits d’exportation, la montée du chômage et la paupérisation des travailleurs agricoles. Des luttes sociales s’ensuivent et le Parti communiste est fondé en 1932. Sous sa pression, le gouvernement prend des mesures : normalisation de la journée de travail, création d’un organe de négociation, fixation d’un salaire minimum, reconnaissance des associations ouvrières, etc. Plus tard, les « ligas campesinas », composées de petits propriétaires réformistes, portent les revendications au niveau politique et obtiennent la baisse des impôts et la création de la Fédération des travailleurs ruraux. Ces mouvements sont rapidement écrasés par la répression.
Pendant la Deuxième Guerre mondiale, le président Rafael Ángel Calderón réalise des réformes sociales. Il est soutenu à la fois par les communistes et l'Église catholique, mais combattu par les grands propriétaires. Toutefois l'ampleur des dépenses publiques et la crise économique qui perdure lui fait perdre le soutien populaire. Il ne peut se faire réélire ni en 1944, ni en 1948. Les dernières élections sont contestées après qu'un incendie ait détruit le bâtiment qui accueillait les bulletins de vote. Les élections sont annulées le 10 mars 1948.
C'est le moment que choisit José Figueres Ferrer pour créer des Forces armées de libération nationale qu'il lance contre la faible armée gouvernementale. Une période de guerre civile s'ouvre alors, d'une durée de 44 jours, faisant plus de 2 000 morts. C'est l'un des soulèvements les plus meurtriers du Costa Rica. Cependant, la junte victorieuse que dirige Figueres rédige une constitution garantissant des élections libres avec suffrage universel et abolissant l'armée. Figueres lutte contre le communisme et la corruption, lance un programme de réformes sociales, nationalise les banques et l'électricité, donne le droit de vote aux femmes. Figueres devient de ce fait un héros national et sera de nouveau réélu président en 1953 et 1970 comme chef du Parti de libération nationale (PLN).
Dans les années 1980, le pays traverse une grave crise économique. Avec une dette extérieure de plus de 3 milliards de dollars, il est l'un des pays les plus endettés au monde par habitant. Le chômage touche environ 10 % de la population active, et le produit national brut enregistre en 1982 une nouvelle baisse de près de 5 %.

### Galerie présidentielle 20ème siècle partielle

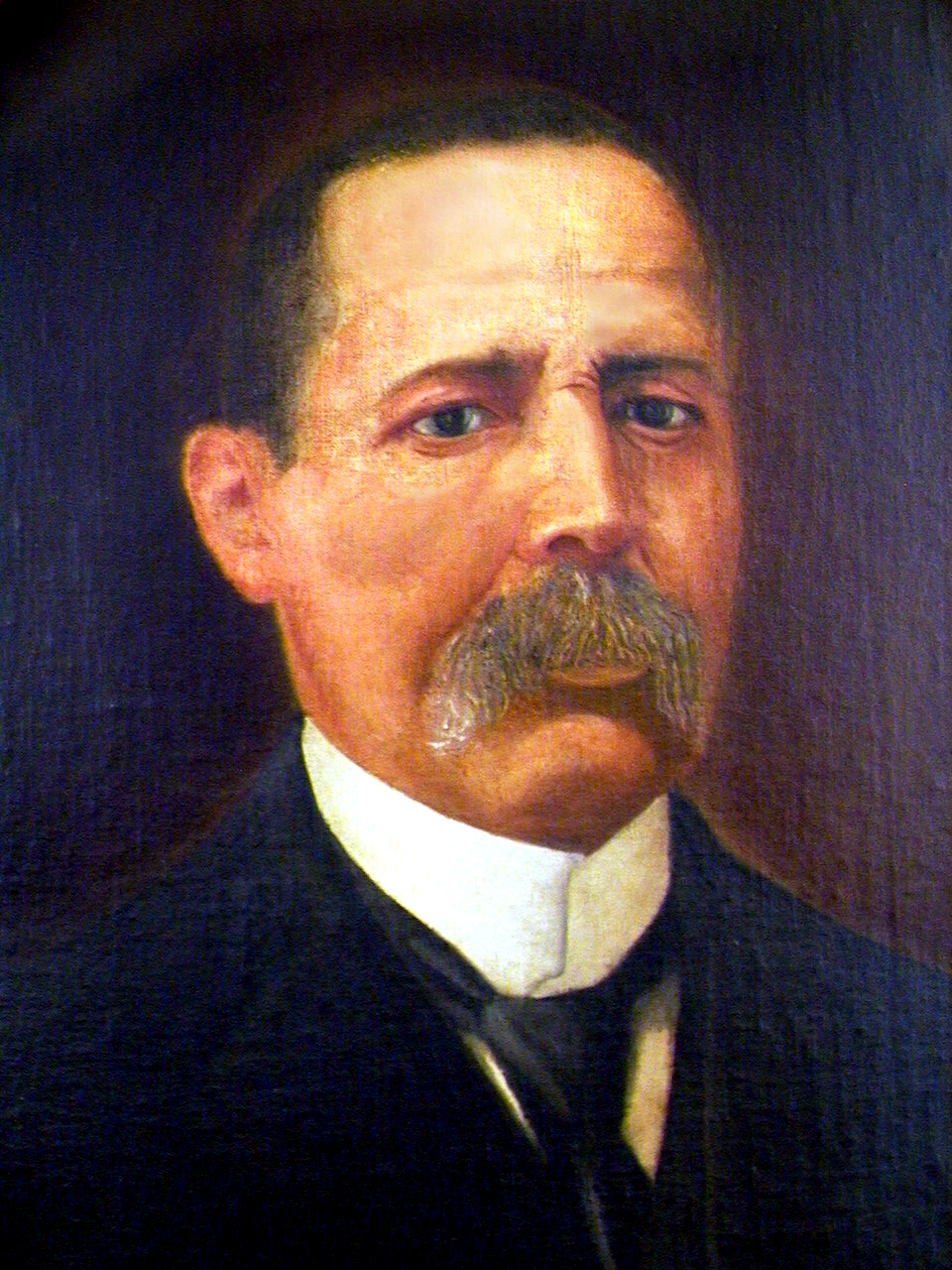
Ascensión Esquivel Ibarra 1902-1906
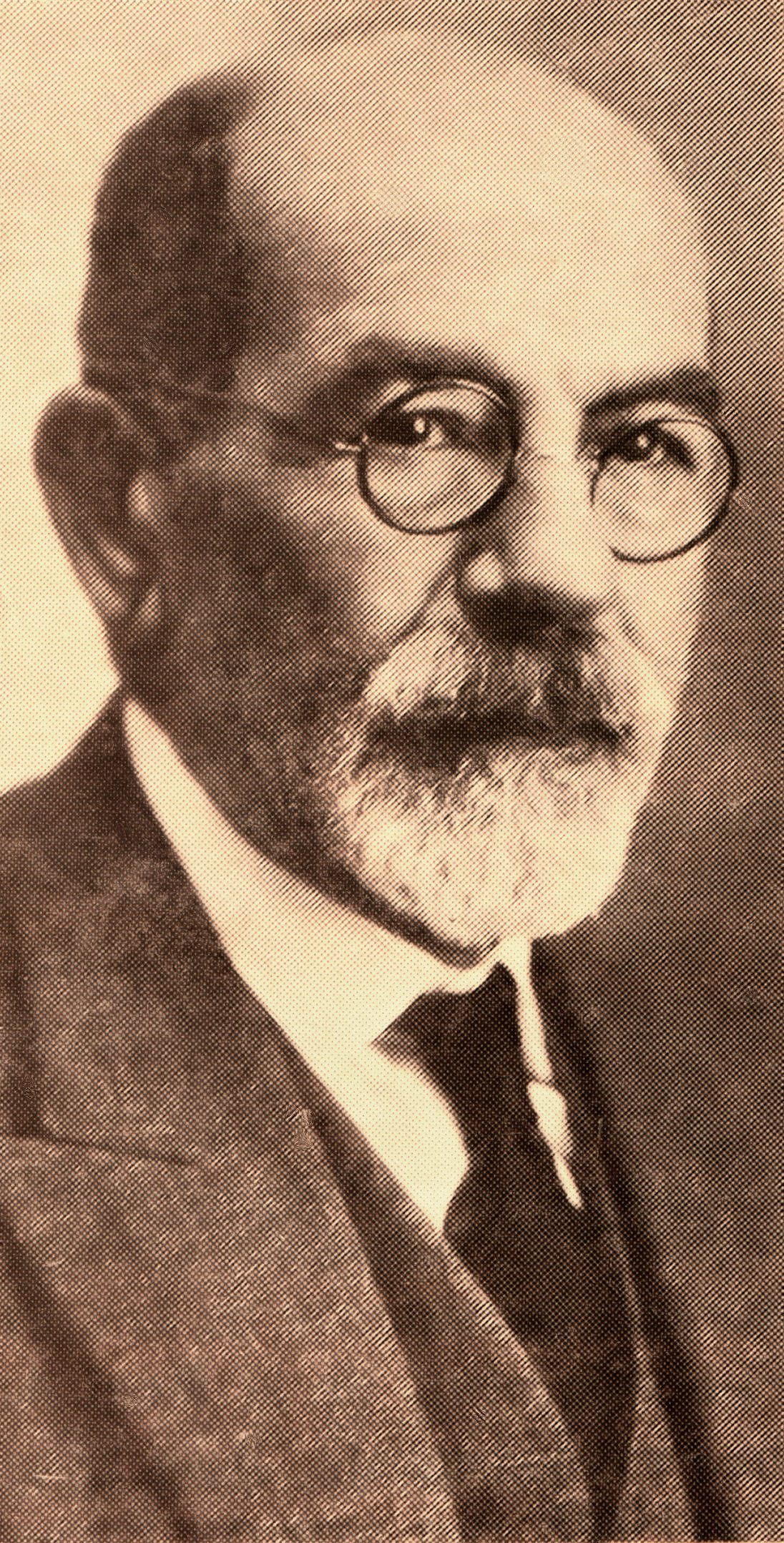
Cleto González Víquez 1906-1910 et 1928-1932
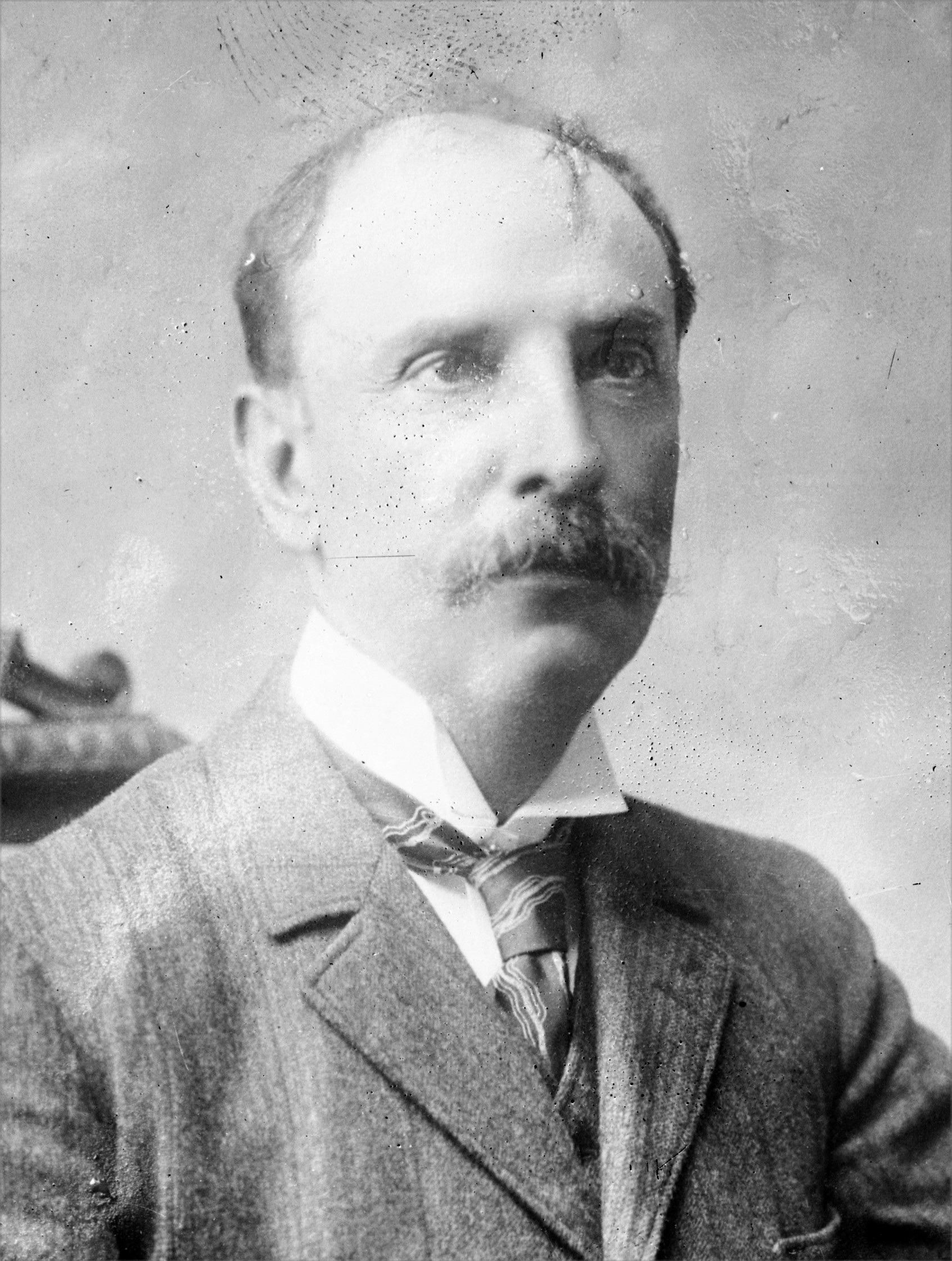
Ricardo Jiménez Oreamuno 1910-1914 et 1924-1928 et 1932-1936
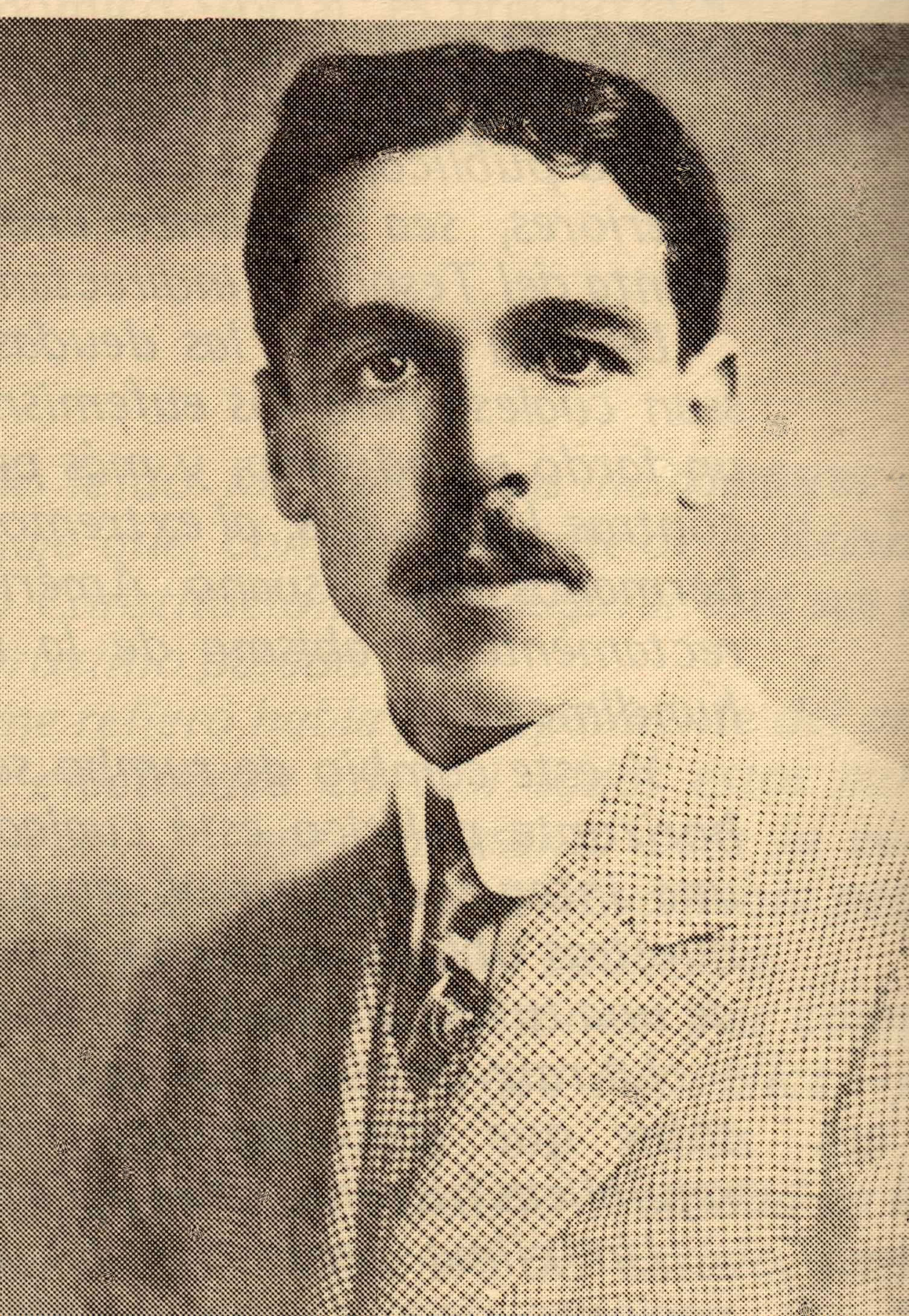
Alfredo González Flores 1914-1917
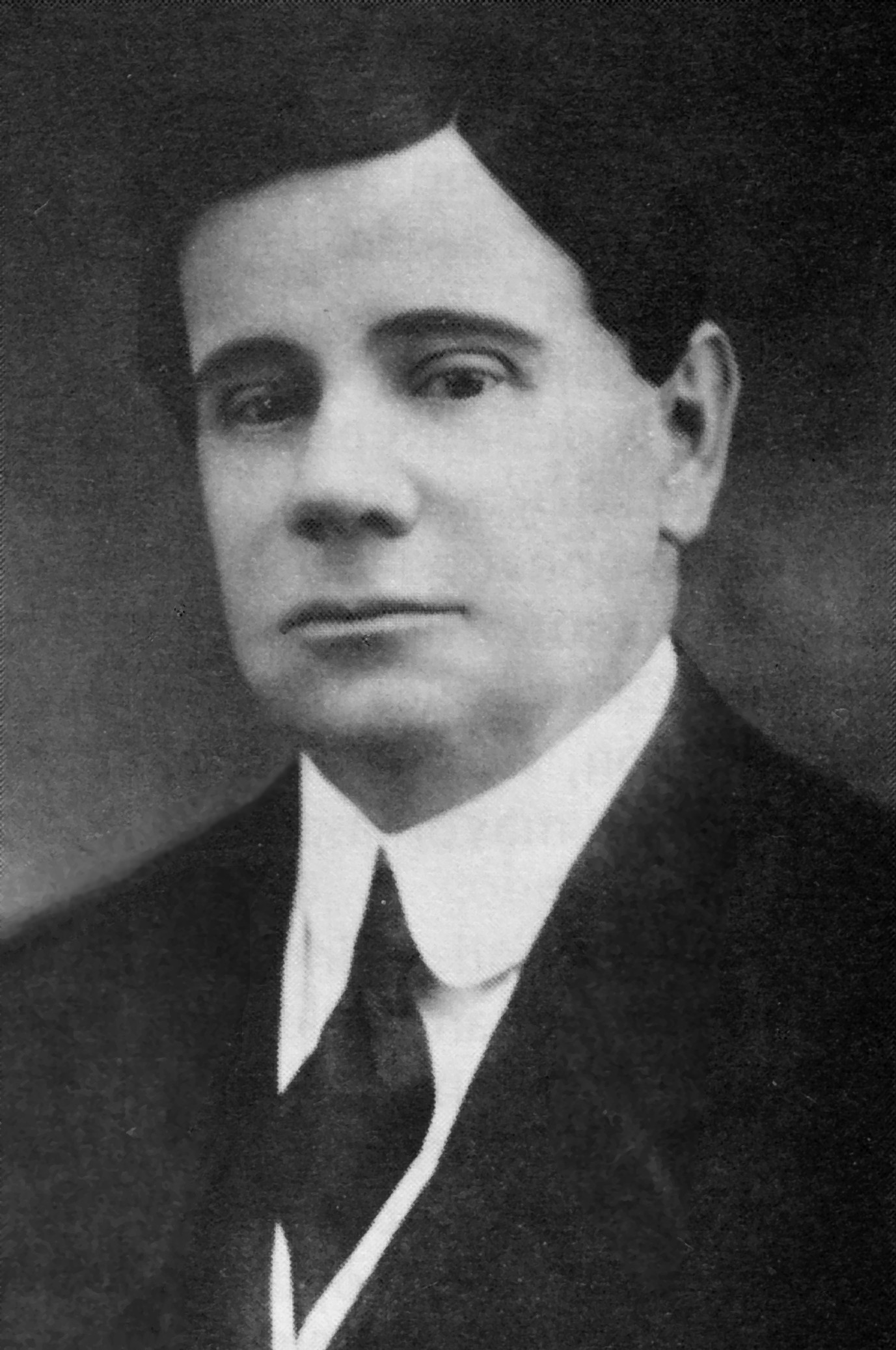
Federico Tinoco Granados 1917-1919
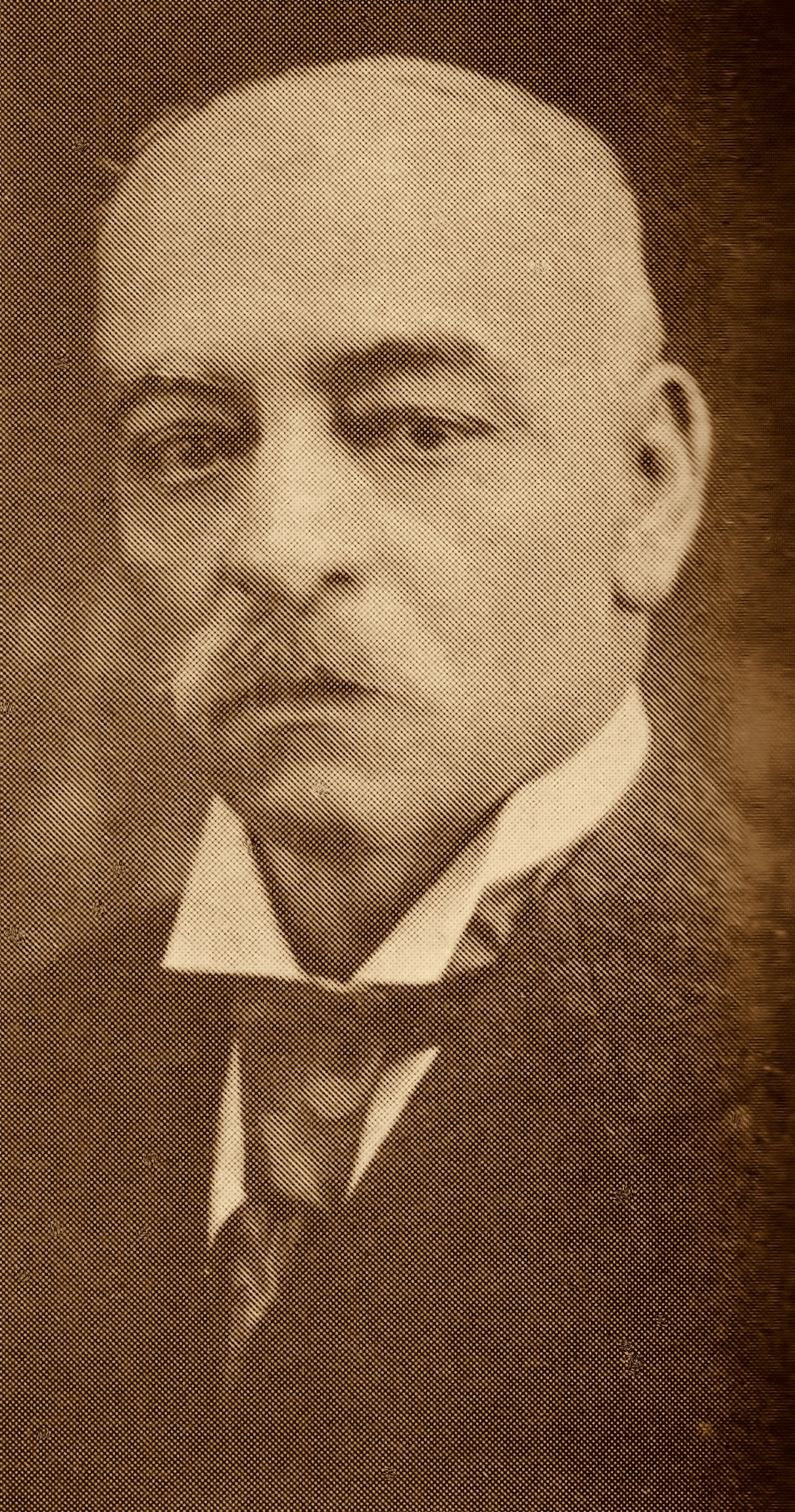
Francisco Aguilar Barquero 1919-1920
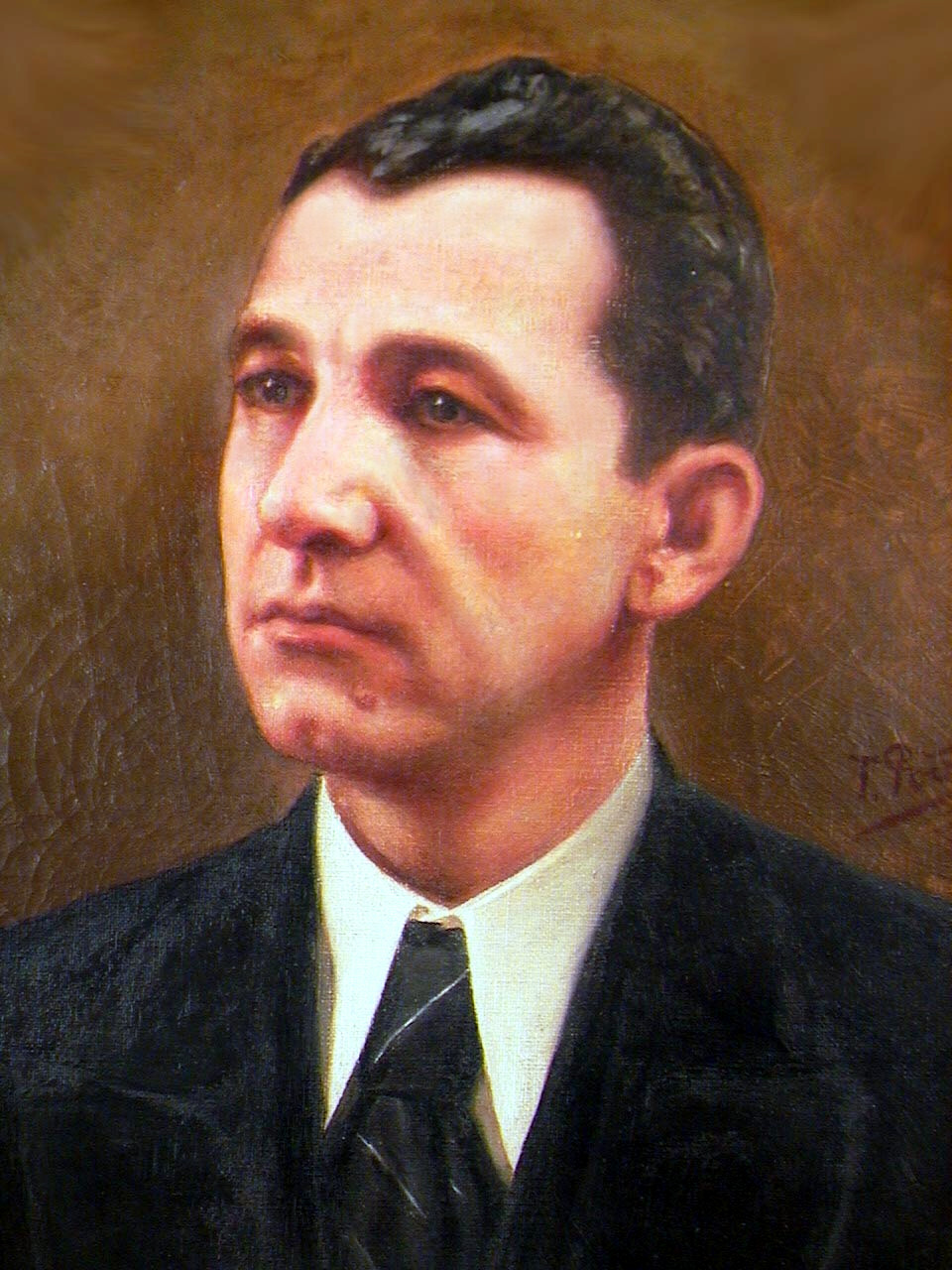
León Cortés Castro 1936-1940
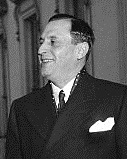
Rafael Ángel Calderón Guardia 1940-1944
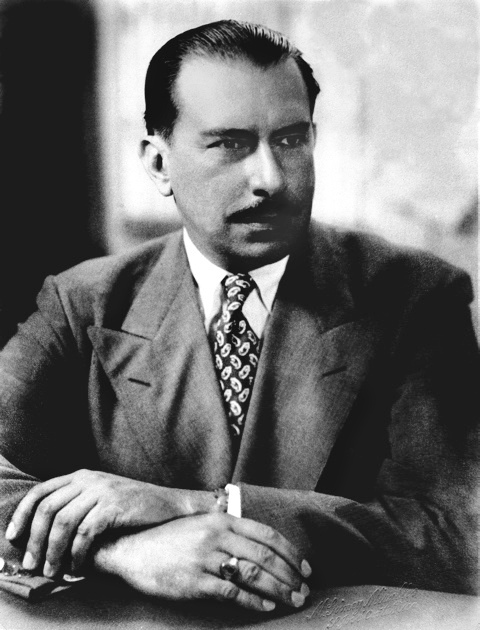
Teodoro Picado Michalski 1944-1948
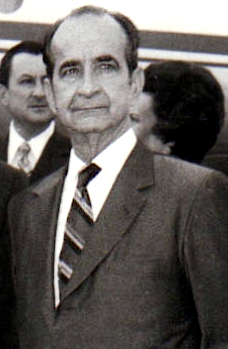
José Figueres Ferrer 1948-1949, 1953-1958, 1970-1974
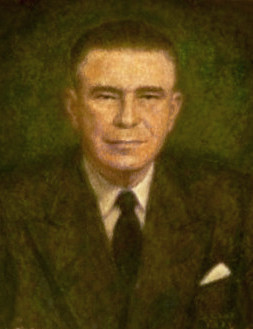
Otilio Ulate Blanco 1948-1953
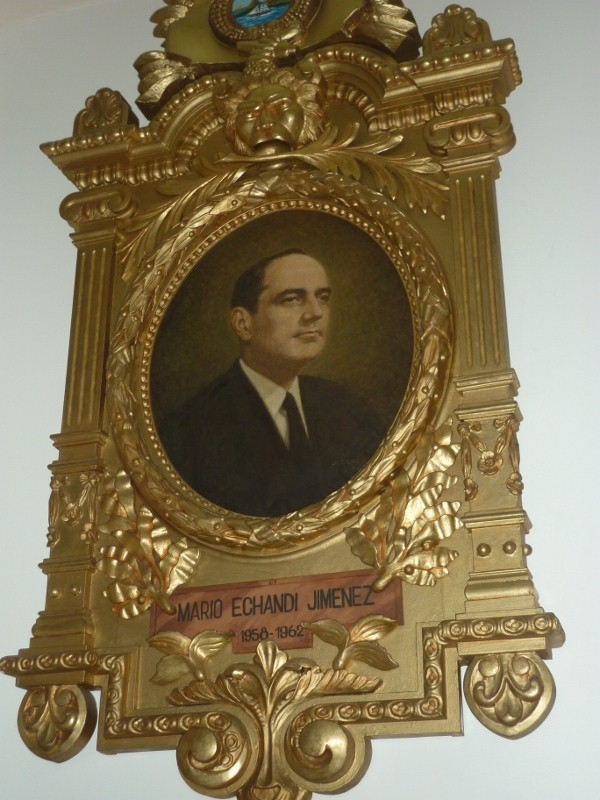
Mario Echandi Jiménez 1958-1962
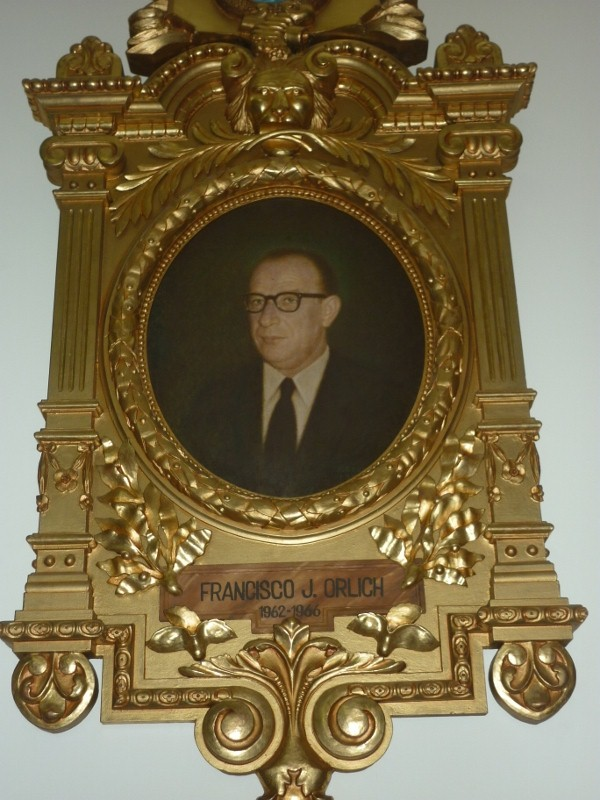
Francisco Orlich Bolmarcich 1962-1966
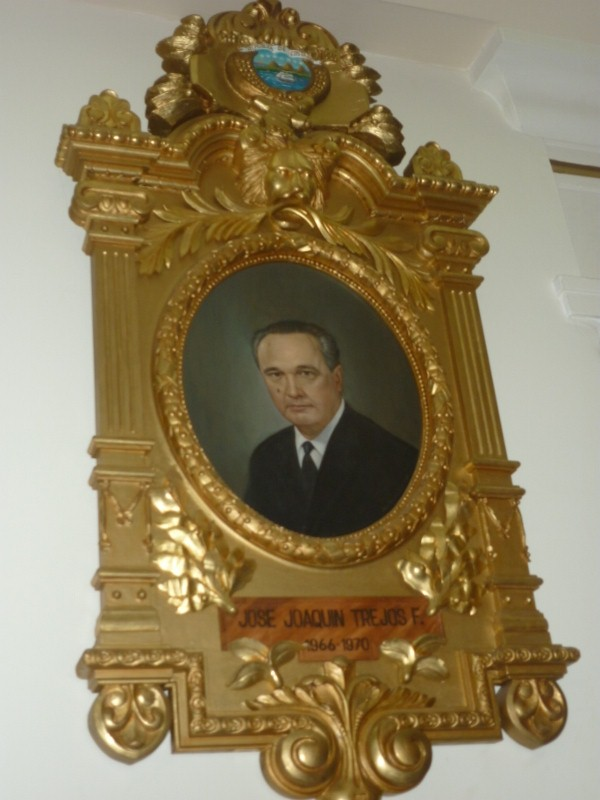
José Joaquín Trejos Fernández 1966-1970
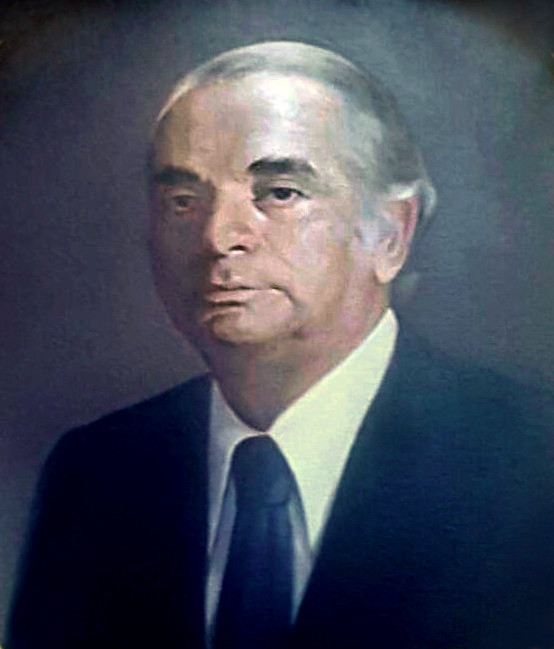
Daniel Oduber Quirós 1974-1978
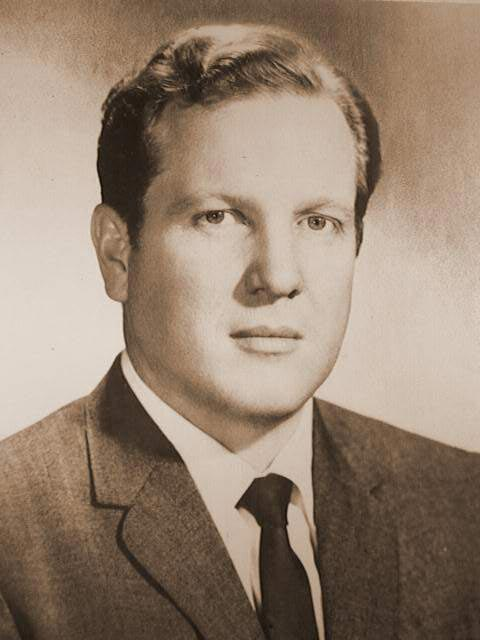
Rodrigo Alberto Carazo Odio 1978-1982
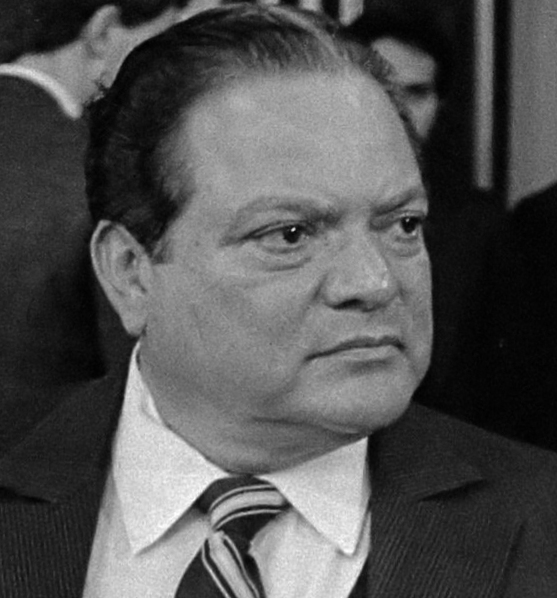
Luis Alberto Monge 1982-1986
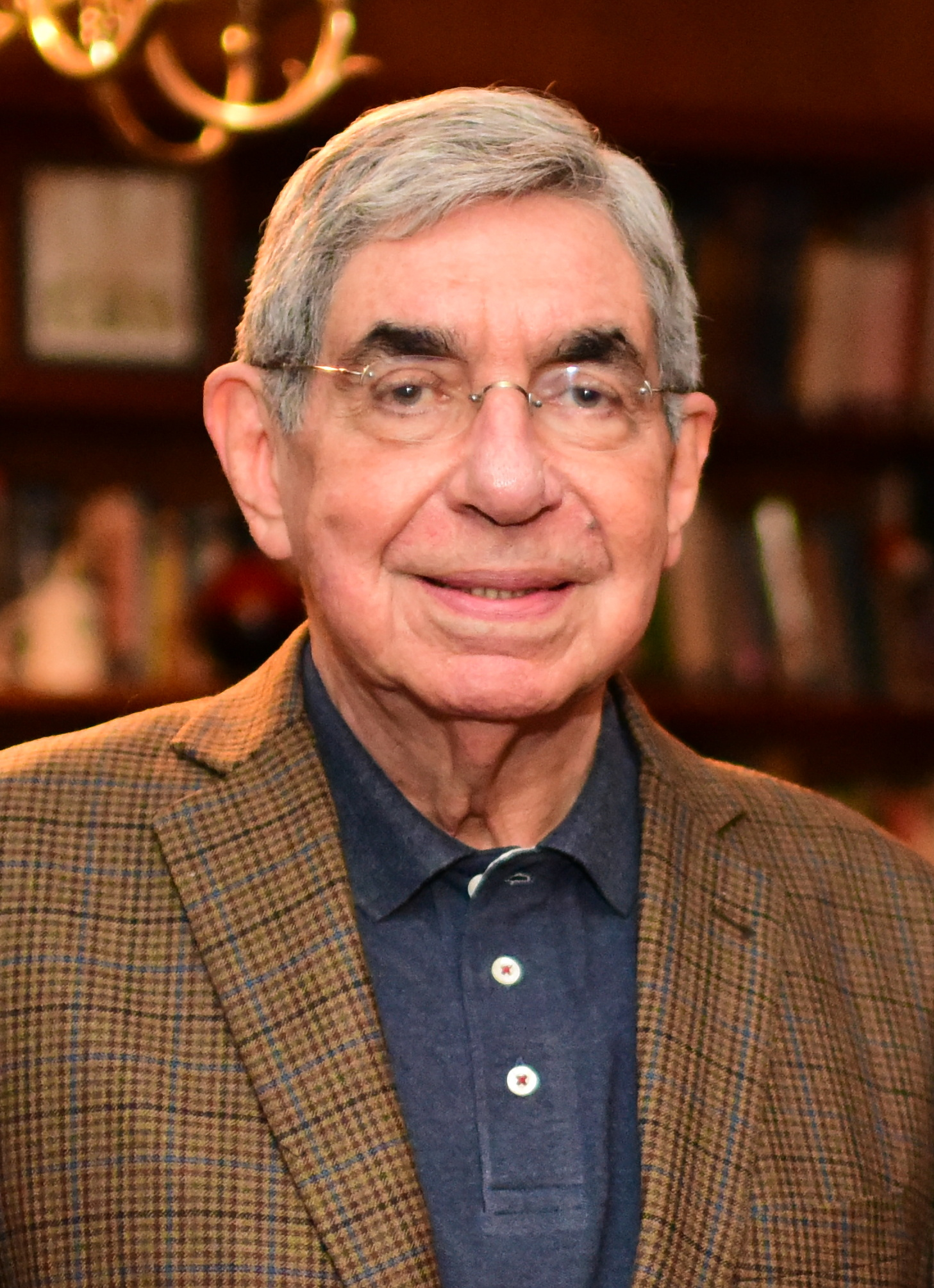
Óscar Arias Sánchez 1996-1990 et 2006-2010
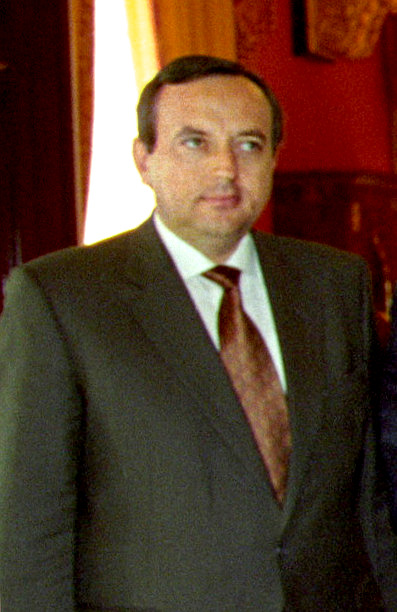
Rafael Ángel Calderón Fournier 1990-1994
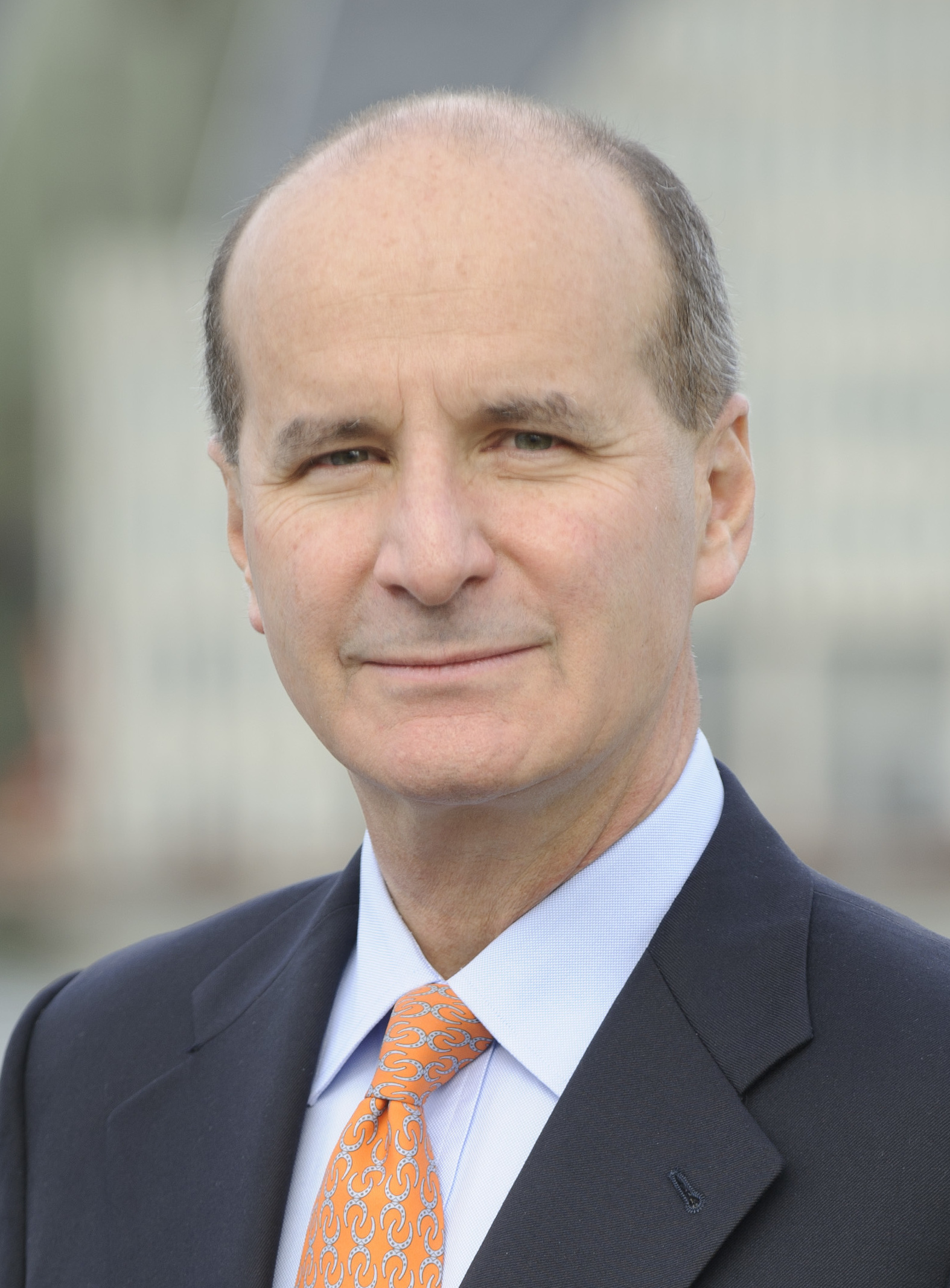
José María Figueres Olsen 1994-1998

## Années 2000
Le 7 février 2010, Laura Chinchilla remporte les élections présidentielles au premier tour.
Le 25 juin 2019, un tremblement de terre de magnitude 6,2 s'est produit à la frontière entre le Panama et le Costa Rica.

### Galerie présidentielleXXIesièclepartielle

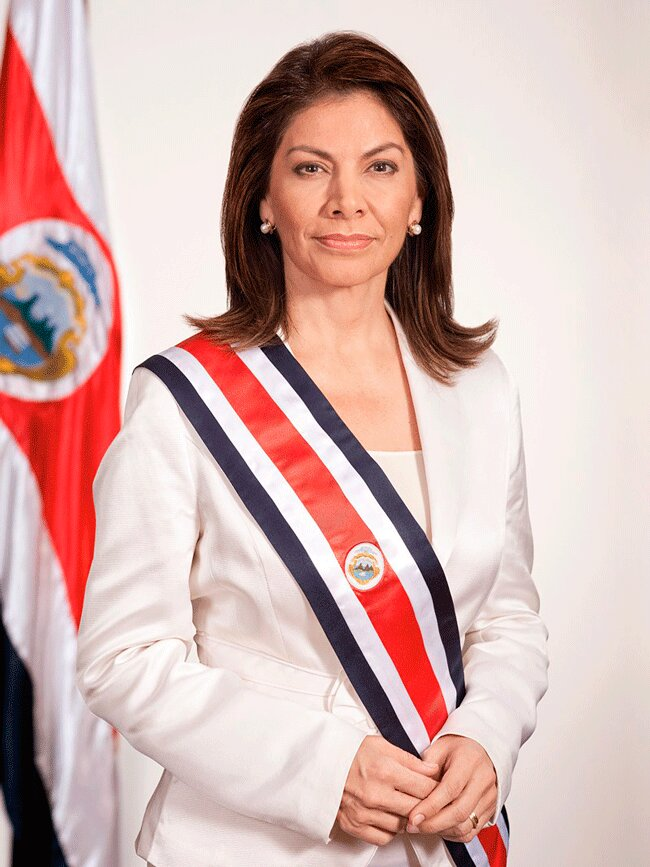
Laura Chinchilla 2010-2014
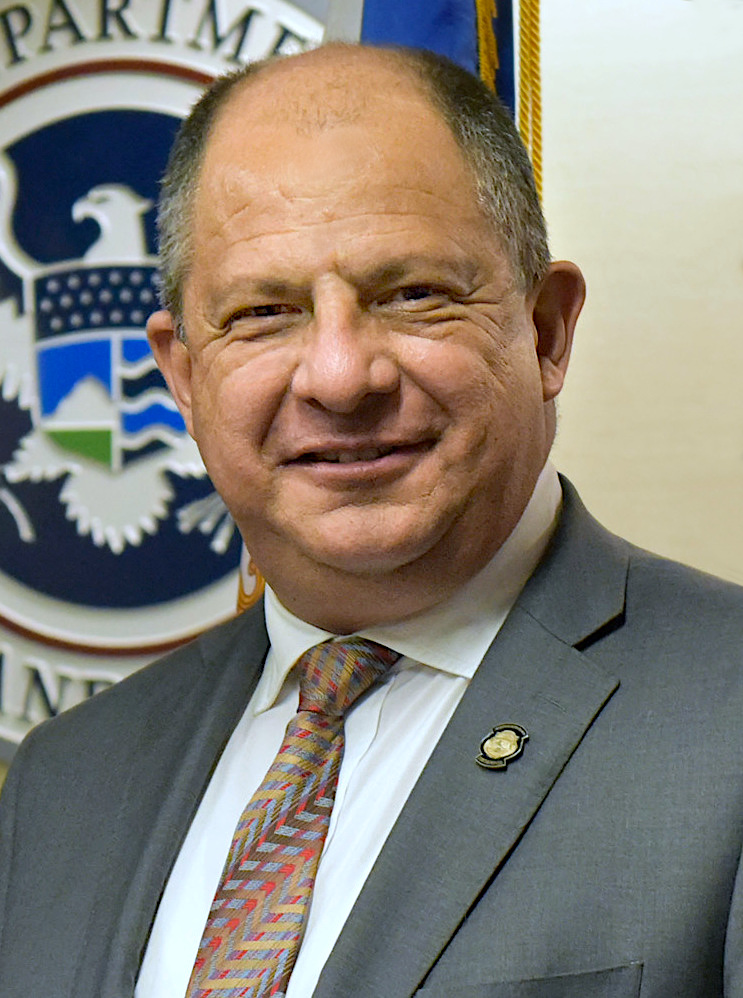
Luis Guillermo Solís 2014-2018
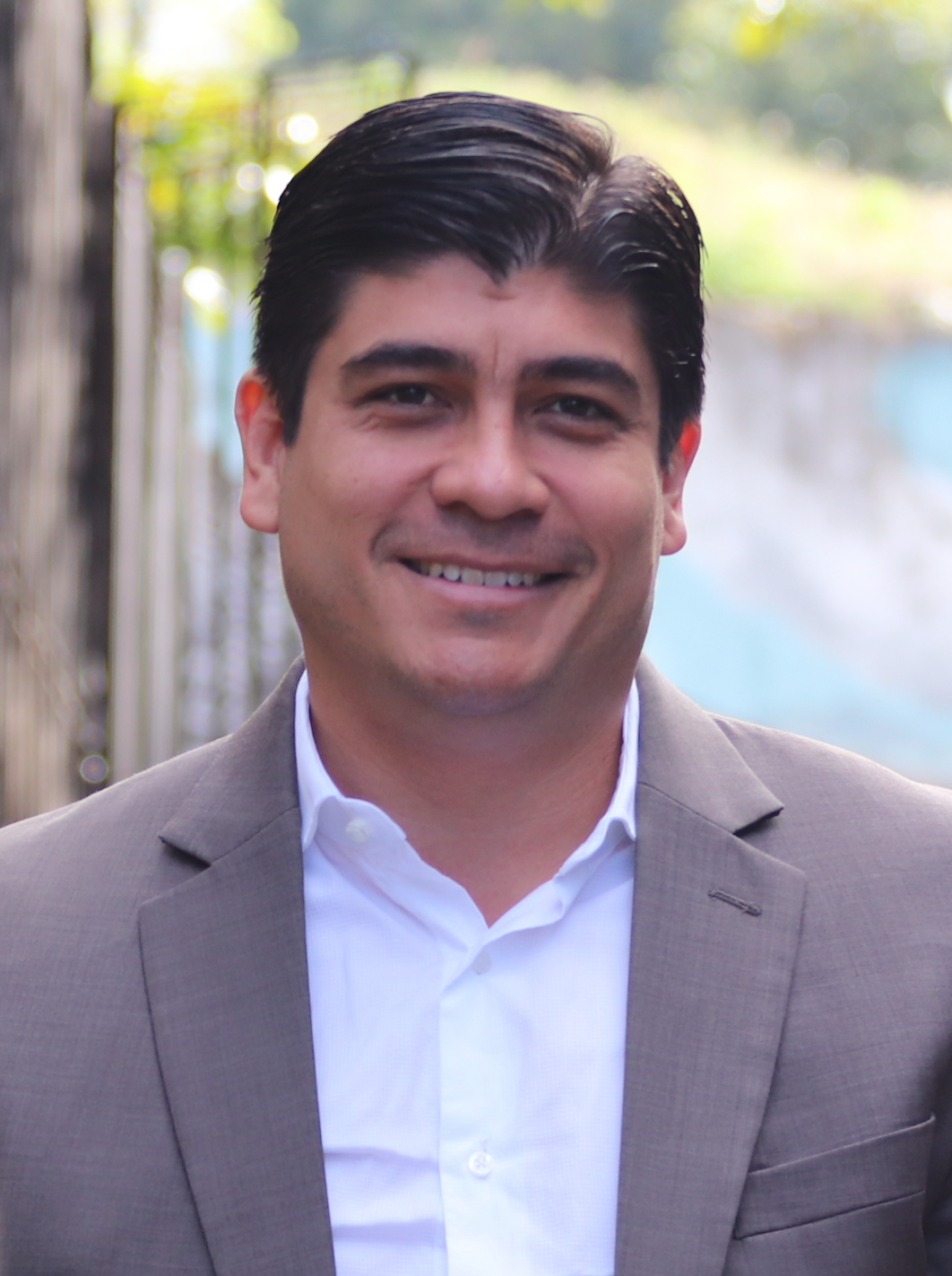
Carlos Alvarado 2018-2022
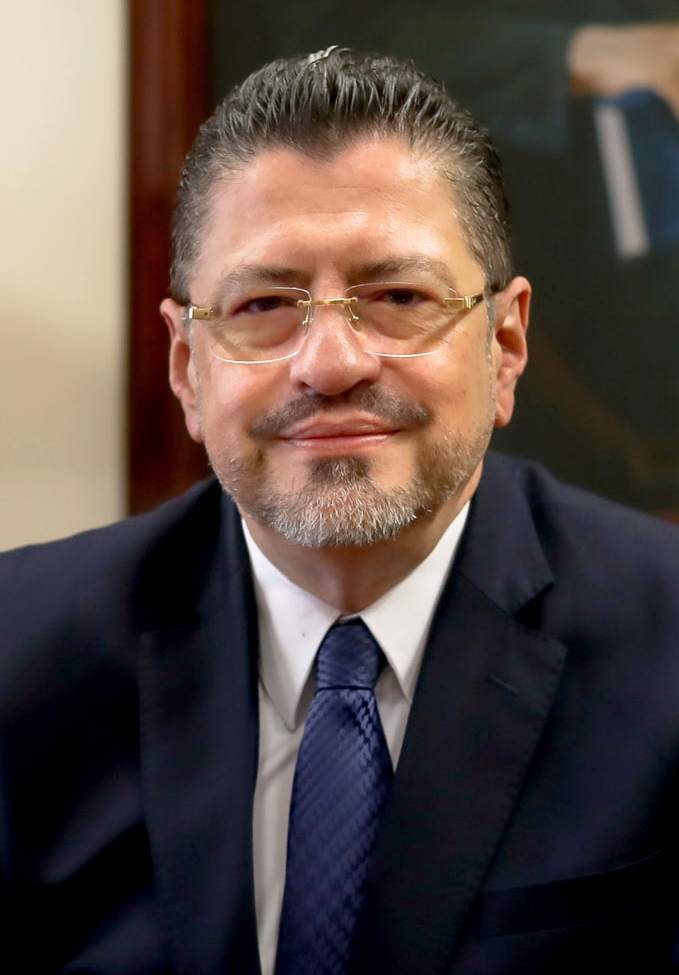
Rodrigo Chaves Robles 2022-

### Ouvrages récurrents
1. 1 2 3  Christian Rudel 2004, p. 28
2. ↑  Costa Rica, p. 57
3. ↑  Christian Rudel 2004, p. 83
4. ↑  Christian Rudel 2004, p. 27
5. 1 2 3  Costa Rica, p. 28
6. 1 2 3  Costa Rica, p. 31
7. 1 2  Christian Rudel 2004, p. 30
8. ↑  Christian Rudel 2004, p. 32
9. 1 2 3 4  Costa Rica, p. 30
10. ↑  Costa Rica, p. 29
11. ↑  Christian Rudel 2004, p. 28-29
12. 1 2 3  Christian Rudel 2004, p. 29
13. ↑  Costa Rica, p. 32
14. ↑  Christian Rudel 2004, p. 33-35
15. 1 2 3  Christian Rudel 2004, p. 36
16. 1 2  Costa Rica, p. 34
17. ↑  Costa Rica, p. 35
18. 1 2 3  Costa Rica, p. 36
19. 1 2  Christian Rudel 2004, p. 37
20. 1 2  Costa Rica, p. 39
21. ↑  Costa Rica, p. 38
22. 1 2  Christian Rudel 2004, p. 38
23. 1 2 3  Christian Rudel 2004, p. 39
24. 1 2 3  Costa Rica, p. 41
25. ↑  Costa Rica, p. 60
26. ↑  Leslie Manigat, L'Amérique latine au XXe siècle : 1889-1929, Éditions du Seuil, 1991, p. 350-352
27. ↑  « Le Costa-Rica, dernière pièce de la stratégie des Etats-Unis », Le Monde diplomatique,‎ février 1986 (lire en ligne)
28. ↑  Jean-Claude Buhrer, « Le Costa Rica au bord de la banqueroute », 1er janvier 1983
29. ↑  Puissant séisme de magnitude 6,2 entre le Panama et le Costa Rica